# Herzogtum Berg
Das Herzogtum Berg (lateinisch Ducatus Montensis oder Ducatus Bergensis) war ein rechtsrheinisches Territorium des Heiligen Römischen Reiches deutscher Nation. Es zählte zum Niederrheinisch-Westfälischen Reichskreis und war landständisch verfasst. Begründet von Adolf I. aus dem Haus Berg, bestand es vom 11. Jahrhundert bis 1380 als Grafschaft und weiter bis 1806 als Herzogtum Berg, danach bis etwa Ende 1813 in stark veränderter Form als Großherzogtum. Berg war lange mit dem Herzogtum Jülich und wechselweise mit verschiedenen anderen Territorien in Personalunion vereint. Herrschaftssitz war zunächst Burg Berge in Altenberg, ab 1133 dann Schloss Burg und ab dem späten 14. Jahrhundert das Düsseldorfer Schloss.

## Geografie
Das Herzogtum Berg umfasste um 1800 ein Areal von 2.975 km² mit 262.000 Einwohnern und lag auf der rechten Rheinseite zwischen dem Reichsstift Essen, der Reichsabtei Werden, der Grafschaft Mark, der Reichsherrschaft Homburg, der Grafschaft Gimborn, dem Herzogtum Westfalen, dem Kurfürstentum Köln, dem Fürstentum Moers und dem Herzogtum Kleve.
Seine Grenze verlief im Westen entlang des Rheins, mit Ausnahme der kurkölnischen Orte Deutz, Poll, Vingst und Kalk, den Gebieten um die Burgen  Drachenfels und Wolkenburg sowie zweier kleinerer Teile rechts und links der Siegmündung bei Beuel (Stift Vilich).
Zum Herzogtum gehörten aber auch linksrheinische Gebiete, die entweder direkt am Rheinufer gelegen oder Exklaven im Kurkölnischen waren. Dies waren die Freiheit Wesseling, Rodenkirchen, Orr, Langel und Rheinkassel. Im Norden endete das Territorium etwa auf Höhe der Ruhr mit Ausnahme der klevischen Stadt Duisburg, wobei der Fluss im Bereich von (Oberhausen-)Alstaden und Mülheim an der Ruhr sogar überschritten wurde, im Süden entspricht der Grenzverlauf vom Rhein (südlich von Bad Honnef) in ostnordöstlicher Richtung (südlich der Sieg) der heutigen Landesgrenze zwischen Nordrhein-Westfalen und Rheinland-Pfalz. Die Ostgrenze ergab sich durch den geographisch relativ offenen Übergang zur Grafschaft Mark, in Höhe von Waldbröl, etwa auf der Linie Schwelm–Wipperfürth–Gummersbach.
Heute decken die Regierungsbezirke Düsseldorf und Köln, soweit sie rechts des Rheins und südlich der Ruhr liegen, in etwa das historische Territorium des Herzogtums.
Die Mittelgebirgsregion Bergisches Land, bestehend aus dem Niederbergischen und dem Oberbergischen Land, wobei hier die Wupper als geographische Grenze herangezogen wird, verdankt ihren Namen einer fast 1000-jährigen Zugehörigkeit zum Herzogtum Berg.

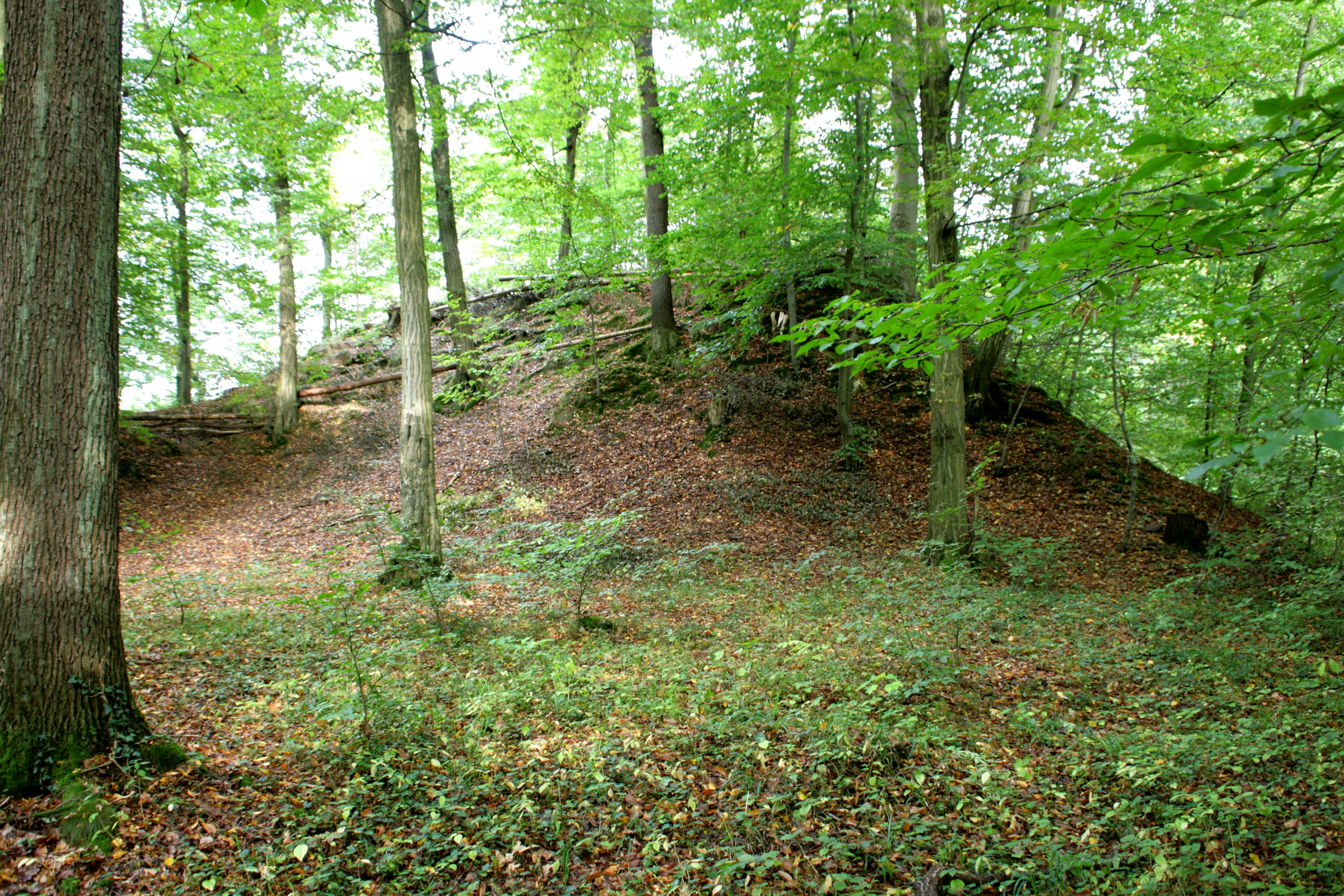
Überreste der alten Residenzburg Berge
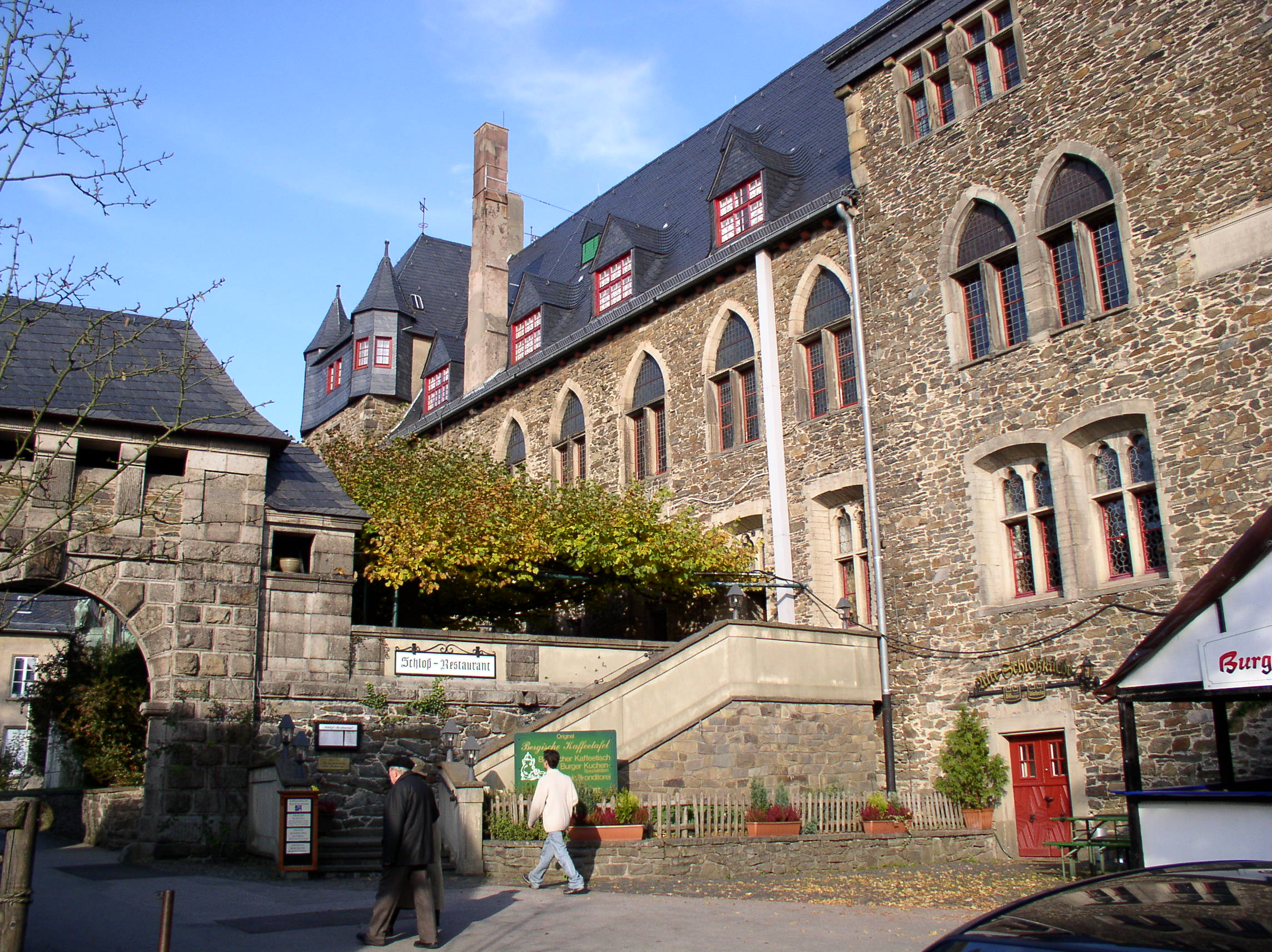
Residenzschloss Burg a.d. Wupper
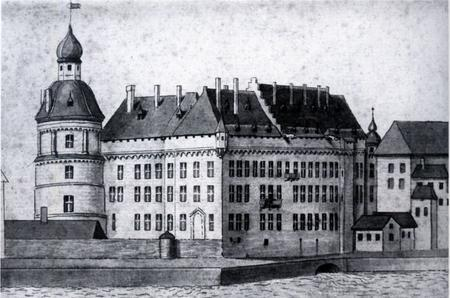
Residenzschloss Düsseldorf

### Altkarten
Für das Gebiet des Herzogtums Berg sind zahlreiche Altkarten überliefert.
| Jahr | Autor                                                | Name | Scan / Scan verfügbar unter                                                                               |
| ---- | ---------------------------------------------------- | --- | --- |
| 1558 | Caspar Vopelius (1511–1561)                          | Recens et Germana Bicornis ac vuidi Rheni omnium Germaniae Amnium celeberrimi descriptio, additis Fluminib[us]. Electorum Provinsiis, Ducat., Comita., Oppi. et Castris Praecipuis magna cum diligentia ac sumptib. collecta („Rheinlaufkarte“) | |
| 1594 | Gerhard Mercator (1512–1594)                         | Berghe Ducatus, Marck Comitatus et Coloniensis Dioecesis | |
| 1610 | Hessel Geritz und Willem Ians (1571–1638)            | de Hertochdommen Gulick, Cleve, Berghe en de Graeffschappen van der Marck en Ravensbergh | Territorialkarte de Hertochdommen Gulick, Cleve, Berghe en de Graeffschappen van der Marck en Ravensbergh |
| 1620 | Mercator (1512–1594) / Hondius (1563–1612)           | Berghe Ducatus, Marck Comitatus et Coloniensis Dioecesis | |
| 1660 | Willem Blaeu (1571–1638)                             | Ducatus Juliacensis, Cliviensis, Montensis et Comitatus Marciae et Rapensbergae | |
| 1690 | Gerard Valck (1651–1726) / Pieter Schenk (1660–1711) | Berge ducatus Marck comitatus | |
| 1700 | Guillaume Sanson (1633–1703)                         | Le duché de Berg, le comté de Homberg, les seigneuries de Hardenberg et de Wildenborg | |
| 1700 | Johann Baptist Homann (1664–1724)                    | Archiepiscopatus et electoratus Coloniensis ut et ducatuum Juliacensis et Montensis nec non comitatus Meursiae | |
| 1715 | Erich Philipp Ploennies (1672–1751)                  | Topographia Ducatus Montani | |
| 1730 | Matthäus Seutter (1678–1757)                         | Ducatus Iuliacensis, Cliviensis et Montensis, ut et Principatus Meursiani et Comitatus Zutphaniensis novissima et accuratissima Delineatio | |
| 1750 | ?                                                    | Accurate LandCarte der Hertzogthümer Iulich, Clev und Bergen | |
| 1750 | Homann Erben                                         | Ducatus Juliaci & Bergensis | |
| 1757 | Le Rouge                                             | Duches de Bergue et Juliers, Electorat de Cologne Gueldre et comte de Meurs | |
| 1790 | Carl Friedrich von Wiebeking (1762–1842)             | Carte Des Herzogthums Berg | digital.ub.uni-duesseldorf.de                                                                             |
| 1797 | F. L. Güssefeld (1744–1808)                          | Charte vom Laufe des Rheins von Coblenz bis Wesel, das Herzogthum Berg, die Grafschaften Wied, Nieder-Isenburg und andere Länder vorstellend | |
| 1898 | Wilhelm Fabricius (1861–1920)                        | Die Rheinprovinz im Jahre 1789 | |

## Geschichte

### Vorgeschichte
Das Rheintal war beim ersten Erscheinen der Römer von Ubiern, später von Tenkterern und Sugambrern bewohnt, während die höher gelegenen Teile des Landes nahezu unbewohnt waren. Noch während der Römerzeit am Rhein schlossen sich die im Rheinland angesiedelten Stämme zu den ripuarischen Franken zusammen. In dieser Zeit war das Gebiet Grenzland zu den Sachsen. Die bis dahin stark bewaldeten Hochlagen des Landes wurden erst nach den Sachsenkriegen Karls des Großen vom Rhein und von der Ruhr kommend besiedelt. Das Christentum fand im nördlichen Bergischen Land zuerst um 700 Eingang durch Suitbert, einen Schüler Bedas, der auf einer Rheininsel bei Düsseldorf das Stift Kaiserswerth gründete. Die weitere Christianisierung ging im südlichen Teil des Landes von Kölner und Bonner Stiften aus und dauerte im Bergland noch bis ins 10. Jahrhundert. Nach fränkischer Gaueinteilung bestand das Bergische Land im Altsiedelland an Rhein und Ruhr aus dem Ruhrgau, auch Duisburggau genannt, dem Deutzgau und dem Auelgau.

### Entstehung der Grafschaft Berg
Hatte Kaiser Otto der Große (936–973) ein festgefügtes Reich mit einer straffen Reichsverwaltung hinterlassen, in der die Bischöfe das hohe Beamtentum stellten und Herzöge und Grafen belehnte Vasallen waren, so trat unter den salischen Kaisern (1024–1125) allmählich ein Wandel ein, bis unter Heinrich IV. (1056–1106) das Zeitalter der Territorial-Fürstentümer begann, was zur Verdrängung der Gaugrafen führte. Die Abseitsstellung des Bergischen Landes, bedingt durch die gebirgige Bodengestaltung, die immer die Bildung kleinerer Territorien begünstigte, ließ aus dem zunächst kleinen Allod aus dem Königsgut oder Reichsgut an der Dhünn, aus den auch durch Erbschaft hinzuerworbenen Besitzungen zwischen Rhein und Westfalen, aus den Vogteien von Essen, Werden, Gerresheim, durch den Besitz der Deutzer Vogtei, die Forsthoheit über den Königsforst, die Vogtei Siegburg mit dem Auelgau und dem Waldbezirk Miselohe etwa seit der Mitte des 11. Jahrhunderts die Grafschaft Berg entstehen.
Unter den anarchischen Zuständen in der Mitte des 11. Jahrhunderts, als sich der Besitz emporstrebender Adliger durch Erbe, Eroberung sowie durch Kauf und Pfandschaften über alte gegebene Grenzen hinweg ausdehnte, lösten sich mit dem Abstieg der Gaugrafen auch die Grenzen der alten Gauaufteilung auf. Auch die lothringischen Pfalzgrafen, die Ezzonen, versuchten jetzt, sich vom Königsdienst zu lösen und eigene Macht zu entfalten. Dies scheiterte am Widerstand des Kölner Erzstuhls. Im Jahre 1060 unterlag Pfalzgraf Heinrich dem Kölner Erzbischof Anno II. in einer Fehde. Dadurch änderten sich die Besitz- und Pfandschaftsverhältnisse im Raum zwischen Sülz und Wupper. Allode und Gerechtsame gingen den Pfalzgrafen rechtsrheinisch und am nördlichen Niederrhein verloren. Anno konnte seine Interessen um die Neuvergabe der rechtsrheinischen Königslehen mit Hilfe seiner Vormundschaft über den unmündigen König Heinrich IV. durchsetzen.
Gerade in diesem Gebiet, durch das die Straßen nach Westfalen zu Besitzungen verschiedener Kölner Kirchen führten, darunter die für den Landtransport wichtigen Heerwege zwischen Köln und Dortmund, brauchte Anno einen treuen und zuverlässigen Gewährsmann als Nachfolger des Ezzonen. Nach Urkundenlage war in diesem Raum das Adelsgeschlecht Berg ansässig, das zwischen Erft und Rhein über einigen allodialen Besitz verfügte und dort verschiedene Gerechtsame wahrnahm, jedoch keinen Stammsitz oder Burg besaß. Die neu zu vergebenden Königslehen lagen nicht nur dem erzbischöflichen Besitz, sondern auch dem meist verstreut liegenden Besitz des noch am linken Rheinufer sesshaften Grafengeschlechtes gegenüber. Diese Familie war durch Verwandtschaft mit angesehenen linksrheinischen Grafengeschlechtern verbunden, die in der Gunst des Kölner Erzstuhls standen. Der aus diesem Hause stammende Vater von Adolf I. von Berg, dem ersten nachweisbaren Grafen aus dem Hause Berg, sah eher auf der rechten Seite des Rheines Möglichkeiten zum Aufstieg. So befand sich seine erste Burg, Burg Berge beim heutigen Altenberg, inmitten seines dortigen Lehngutes. In dieser Befestigungsanlage liegen die Anfänge der Grafen von Berg.

### Die ersten Grafen von Berg
Bereits 1056 wird ein Adolf als Vogt des Stiftes Gerresheim urkundlich erwähnt, sie besaßen zu dieser Zeit das erbliche Vogteiamt über die Abtei Deutz (erstmals nachweisbar ab 1311) und die Abtei Werden.
Die Vögte hatten Aufsichts- und Schutzpflichten für die großen Güter und Besitzungen und die Rechtsgewalt für die kirchlichen Grundherrschaften, da geistliche oder kirchliche Einrichtungen keine eigene Gerichtsbarkeit besaßen.
In einem Zeitraum von etwa fünf Jahrzehnten hatten die Herren von Berge (Altenberg) so viel an Besitztümern und Ämtern erworben, dass sie zu einem mächtigen Geschlecht im Deutzgau geworden waren. Der Aufstieg der Herren von Berg, mitbegünstigt durch die geschwächte Reichsgewalt, ging so schnell vor sich, dass es zunächst nur dem Herrn von Hückeswagen und dem erst später auftretenden Herrn von Hardenberg gelang, sich im selbständigen Besitz ihrer Gerichtsstätte zu halten. Die Grafen von Berg waren das einzige landesherrliche Geschlecht zwischen Sieg und Ruhr, zwischen den Grafen von Sayn und denen von Kleve. Sie erschienen schon lange in der Umgebung der Kaiser und Kölner Erzbischöfe, bevor Graf Adolf I. im Jahr 1101 urkundlich als Graf von Berg genannt wurde.
Bis um 1400 sind für die Berger in Gymnich noch alte Besitzrechte, in Rommerskirchen Zehntrechte im Raum der Erft nachgewiesen. Alte verwandtschaftliche Beziehungen bestanden zum Haus Saffenburg, zu den Grafen von Nörvenich und vermutlich auch zu den Grafen von Hochstaden-Wickrath.

### Überlieferung – Geschichtliche Grundlagen der Entstehung

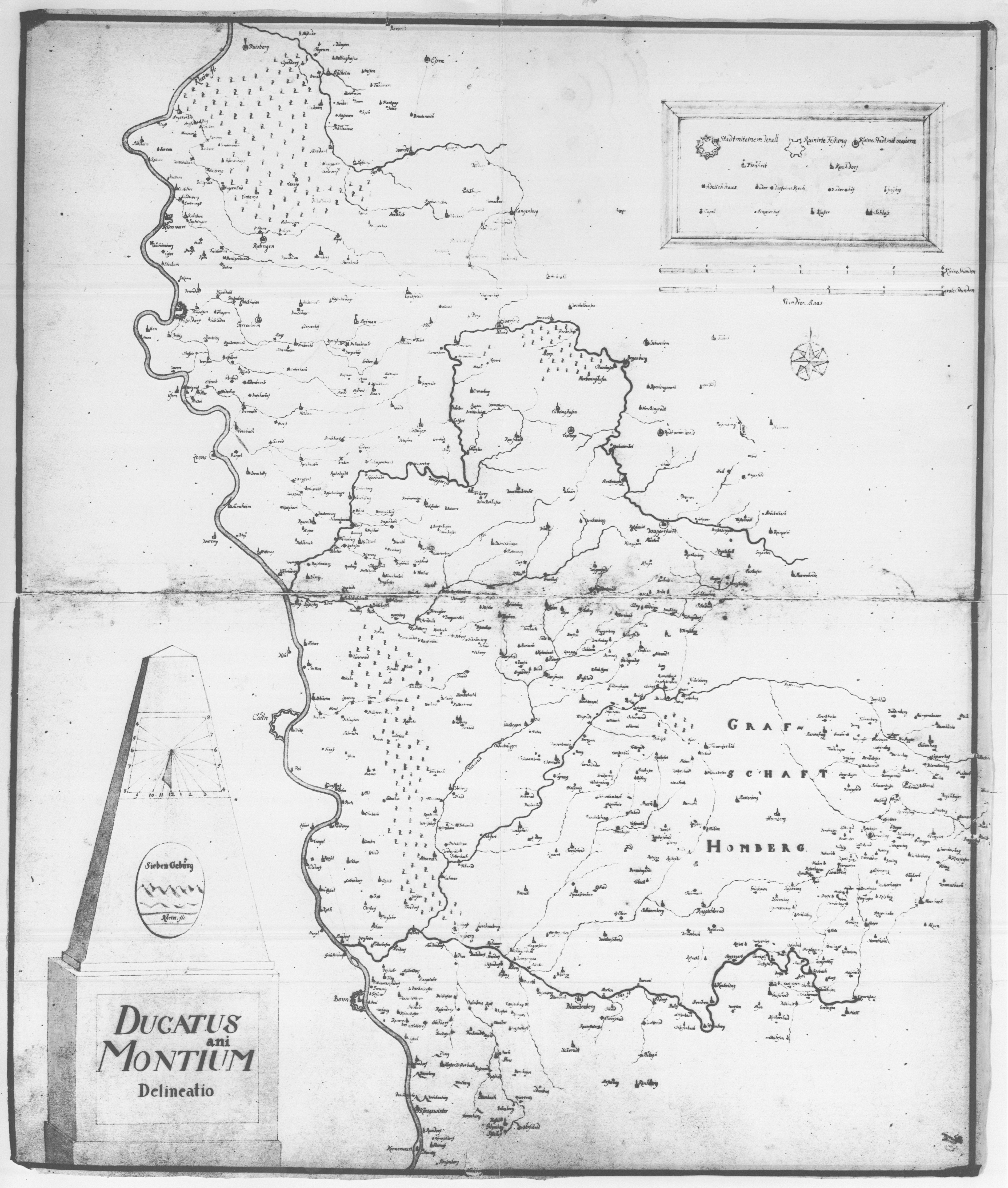
Karte Ducatus Montanianum (1715) von Erich Phillip Ploennies

Bei den „offiziellen“ Zählungen der Grafen und Herzöge von Berg kommt es immer wieder zu Verwirrungen. Einerseits wurde der Stammbaum der Berger je nach Urkundenlage durch Ergänzungen oder neue Auslegungen in den letzten Jahrzehnten immer wieder verändert und ergänzt, andere Heimatforscher zweifeln die Ergebnisse wieder an. Darüber hinaus gibt es die unterschiedlichsten Namensnennungen, da durch die damals übliche Verheiratung der Adeligen mit planmäßiger Vergrößerung der Gebiete und Grafschaften gleich mehrere Grafschaften im Namen der Grafen erscheinen konnten. Je nach Art, Ort und Zuständigkeit des Grafen erschien in früheren Jahrhunderten oft nur der für die Beurkundung erforderliche Titel. Selbst ausgewiesene Experten der Geschichte des Bergischen Landes und Kenner der umliegenden historischen Territorien haben Schwierigkeiten, eine einheitliche Linie zu finden.
Der älteste Hinweis auf die Familiengeschichte der Berger stammt aus einer von Levold von Northof übermittelten mittelalterlichen Oralchronik (also einer mündlich überlieferten Familiengeschichte). In seiner „Chronica comitum de Marka“ (1358 vollendet) wird nach Einschätzung der überwiegenden Mehrheit der Historiker ein relativ glaubhaftes Bild der Familiengeschichte gezeichnet, da er seine Studienzeit unter anderem mit dem Grafensohn Adolf VI. von Berg verbrachte. Kern seiner Überlieferung ist die Aussage, dass die Märker und Berger bis zur Teilung des Landes 1160 eine gemeinsame Familiengeschichte hatten.
Verwandtschaftliche Beziehungen, die Gunst des Erzbistums Köln und auch Heirat im Sinne der Landespolitik verhalfen den ersten bergischen Grafen, ihre Herrschaft ungestört zu entfalten und auszudehnen, wobei die persönlichen Fähigkeiten der Grafen auch bei „Hofe“ für hohe Anerkennung und Teilnahme an Entscheidungen sorgten.
Bis zum Jahre 1225 unterstanden bereits weite Teile des späteren Bergischen Landes der Herrschaft der Berger. Sie beruhte auf verschiedenen Grundlagen: der Herrschaft über Grund-, Lehns-, Pfandbesitz, den Rodungen der Bevölkerung, auf Kirchenvogteien, der Grafengerichtsbarkeit, der Stadtherrschaft, Forstgerechtigkeiten und Regalien.
So hat die geopolitische Lage des Bergischen Landes im aufkommenden Zeitalter der Territorial-Fürstentümer es ermöglicht, dass sich aus den Herren von Berg ein Geschlecht entwickelte, das durch glückliche Anpassung an die schwankenden Machtverhältnisse im Reich und damit durch glänzende politische Überlegenheit der Grafen in die Lage versetzt wurde, seinen Besitz so zu erweitern, dass das Territorium Berg immer mächtiger wurde, bis es in die Reihe der Großen gelangte.

## Die Grafen von Berg

### Haus Berg (1068–1225)

#### Adolf I. von Berg
Ab etwa 1080 nannte sich Adolf, der dritte Deutzer Vogt dieses Namens, zuerst mit dem Zusatz „vom Berge“ (latinisiert: „de Monte“). Es existieren zwar auch frühere Urkunden, die das Cognomen „de Monte“ und „de Berge“ aufführen, jedoch bestehen an deren Echtheit bzw. Unverfälschtheit Zweifel. So datiert zum Beispiel Otto Oppermann die Entstehung dieser Urkunden erst in die zweite Hälfte des 12. Jahrhunderts. Um 1080 wurden in Adolfs Namen Silbermünzen geprägt mit der Aufschrift „ADOLPHUS COMES DE MONTE“, aber erst im Jahr 1101 führte ein Adolf von Berg in einer Urkunde des Kaisers Heinrich IV. den Grafentitel. Von diesem Zeitpunkt an wurde er Graf Adolf I. von Berg genannt, mit ihm begann die Reihenfolge der Zählung, da die Vorgänger mit Namen Adolf noch nicht als Grafen von Berg nachgewiesen wurden. Adolf I. starb im Jahr 1106. Durch seine Ehefrau Adelheid von Lauffen, deren Vater Heinrich aus dem Lobdengau am unteren Neckar stammte und dessen Bruder, Erzbischof Bruno von Trier, vielleicht Pate von Adolfs Sohn Bruno war, des späteren Propstes von Koblenz und als Bruno II. Erzbischof von Köln, dürfte Adolf I. zu weiterem allodialem Besitz gekommen sein und damit seine Gerechtsame erheblich vergrößert haben, da Adelheid von Lauffen das Erbe ihrer Mutter Ida von Werl in die Ehe mit ihm einbrachte. Dieser Besitz erstreckte sich etwa in dem Wupperbogen, welchen die Wupper noch heute bildet. Damit rückte der Stammsitz des Grafen, die Burg Berge, in eine Randposition. Zu dem geerbten Besitz gehörte nicht die Burg Hövel in Bockum-Hövel, da für diese zu 1080 und 1121 jeweils ein Adolf von Hövel urkundlich genannt ist, der von Paul Leidinger jeweils mit einem Adolf von Berg identifiziert worden ist. Hövel ist also schon vor Adolfs Werler Heirat mit Adelheid als bergisch nachweisbar.

#### Adolf II. von Berg
Nachfolger von Adolf I. wurde sein Sohn Adolf II. von Berg. Geboren zwischen 1095 und 1100, regierte er von 1115 bis 1160. Spätestens 1120 ehelichte er eine Arnsbergerin aus dem Hause Werl mit Namen Adelheid; dadurch kamen die Berger zu weiteren westfälischen Besitzungen, vornehmlich zwischen Emscher und Ruhr, im Raum Bochum und bei Unna, Kamen und Hamm, Telgte und Warendorf; der Umfang der Besitzungen ist nicht mehr genau feststellbar, umschloss aber auch die Vogteirechte für die Abtei Werden im Raum Lüdinghausen. Spätestens durch diese Heirat entstand Verwandtschaft zu den Cappenbergern, wobei Adolf II. von Berg ca. 1122 Vogt des Prämonstratenserstiftes Cappenberg wurde und damit nochmals erheblichen Machtzuwachs erhielt; etwa um diese Zeit erscheinen die Berger auch als Klostervögte von Siegburg.
Adolf II. erbaute die neue Burg – Novus Mons – an der Wupper, die heute als Schloss Burg bekannt ist, auf einer Vorgängerbefestigung aus dem 10. Jahrhundert. Die alte Stammburg Berge beim heutigen Odenthal-Altenberg – Vetus Mons – wurde um 1133 aufgegeben. Die Liegenschaften rund um die alte Burg wurden den Zisterziensern übergeben, die dort ab dem 25. August 1133 die Abtei Altenberg mit einer ersten Klosterkirche errichteten. Das sehr große Gotteshaus, errichtet ab der Mitte des 13. Jahrhunderts, wird heute Altenberger Dom genannt. Der Einfluss und wohl auch die monetäre Leistungsfähigkeit des Grafen Adolf II. von Berg im rheinisch-westfälischen Raum waren daran erkennbar, dass sowohl sein Bruder Bruno als auch sein Sohn Friedrich Erzbischof von Köln wurden.
Seine zweite Ehe mit einer Nichte des Kölner Erzbischofs Friedrich brachte Adolf das Vogteirecht über die Abtei Siegburg ein, das erstmals 1138/39 bezeugt ist.
Wenngleich mittlerweile der Schwerpunkt bergischer Macht in Westfalen lag, versäumte es Adolf II. nicht, seine Herrschaft zwischen Wupper und Sieg auszudehnen. Da dieses Gebiet sich fast ausschließlich im Besitz der Kölner Klöster und Stifte befand, konnte Adolf dieses Ziel hauptsächlich durch Übernahme von Kirchenvogteien erreichen.

#### Engelbert I. von Berg
1160 wurde der bergische Herrschaftsbereich unter Adolfs Söhnen Everhard und Engelbert aufgeteilt. Diese Praxis der Erbteilung – wodurch zwangsläufig eine Wertminderung eintritt – ist schon bei den Karolingern üblich. Adolf II. stand 1160 eigentlich vor einem großen Problem: Er hatte sechs Söhne. Wenn er allen einen Anteil an seinem Land hätte geben müssen, hätte die Dynastie Berg jeglichen Einfluss, den sie gewonnen hatte, verloren. Sein ältester Sohn Adolf starb 1148 vor Damaskus im Zweiten Kreuzzug. Everhard und Engelbert hatte er ins weltliche, Friedrich und Bruno ins geistliche Leben eingeführt. Sein jüngster Sohn, ebenfalls Adolf, war erst 1160 geboren und schied vermutlich daher von einem Erbanspruch aus. Daher konnte Adolf II. seine Grafschaft unter zwei Söhnen aufteilen und so eine gewisse Zentralisierung des gewonnenen Einflusses sichern.
Everhard, älter als Engelbert, erhielt die westfälischen Besitzungen mit den Burgen Altena und Hövel und die Vogteien Werden, Essen und Cappenberg. Daran wird deutlich, dass für Adolf II. die rheinfränkischen Besitzungen den westfälischen gegenüber von geringerem Wert gewesen sein müssen. Engelbert I. von Berg bekam das rheinfränkische Erbe und führte den Namen Berg in seiner Familie weiter. Everhard begründete die Altenaer Linie; seine Nachfahren nannten sich später Grafen von der Mark.
Infolge der Erbteilung konnte Engelbert sich ganz dem zwischen Rhein, Ruhr, Wupper und Sieg gelegenen Gebiet zuwenden. Dabei waren ihm die seit langem bestehende Gunst und einvernehmliche Beziehungen der Kölner Erzbischöfe, seinen Verwandten, von Nutzen: Erzbischof Friedrich II. war sein Bruder; mit Philipp von Heinsberg hatte er die gemeinsame Großmutter Adelheid von Lauffen. Der erst nach Engelberts Tod 1189 zum Erzbischof von Köln geweihte Bruno III. von Berg war sein Halbbruder, Adolf von Altena war der Sohn seines Bruders Eberhard von Altena, also sein Neffe. Engelbert war verheiratet mit Margarethe von Geldern.
Mittelpunkt seines Herrschaftsbereichs wurde das bereits von Adolf II. erbaute Schloss Burg an der Wupper. Bei Engelbert lässt sich der Besitz der Burg Bensberg nachweisen, 1174 kam die Burg Neu-Windeck als (Unter-)Lehen von Heinrich Raspe hinzu.

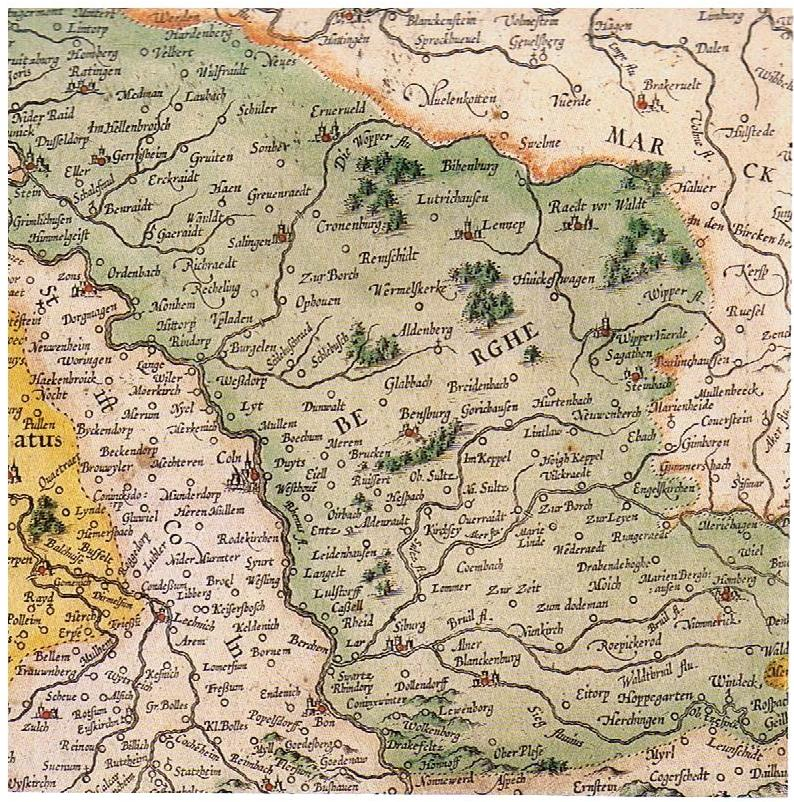
Gerhard Mercator: Karte von Berg (Köln 1585) – Ausschnitt mit dem südlichen Teil der Grafschaft Berg zur Zeit Engelberts I., zu der die Gebiete an Wupper, Dhünn, Agger, Sülz und Sieg mit den gräflichen Burgen Burg an der Wupper, Neuenberg, Steinbach und Bensberg gehörten. Der Ausschnitt der nebenstehenden Karte stammt aus späterer Zeit. Sie wurde erstmals 1585 von Gerhard Mercator in dessen Tabulae Geographicae in Duisburg publiziert. Die hier abgebildete Karte erschien ab 1609 im Mercator-Hondius-Atlas in Amsterdam und damit erstmals in einer fremden Sprache mit französischem Rückseitentext.

Bis zu den siebziger Jahren des 12. Jahrhunderts gelang es Engelbert als Vogt des Kölner Severinsstiftes, den Herrschaftsbereich an Agger und Sülz über die Siegburger Vogtei weiter auszudehnen. Dabei diente die Burg Neuenberg bei Lindlar als Zentrum des oberbergischen Landesausbaus (später wurde sie Grenzfeste zur Herrschaft Gimborn).
Die Besitzungen des Severinsstifts östlich von Bensberg, bei Hohkeppel und im Raum Lindlar dürften schon vorher der bergischen Vogtei für das Stift St. Severin unterstanden haben.
Die an der Sieg erworbenen Allode – etwa bei Eitorf – wie auch die erworbenen Vogteien über Bonner Stifte, vor allem über St. Cassius (Auelgau), verschafften den Bergern die Ausdehnung der Herrschaft südlich der Sieg, die 1172 durch die Erbschaft der halben Herrschaft Saffenberg noch erweitert wurde.
Nach dem Verlust der Werdener Vogtei und der damit verbundenen Vorherrschaft im östlichen Teil des Niederbergischen an seinen Bruder Everhard suchte Engelbert im Westen des Niederbergischen Einfluss zu gewinnen. Wichtiger war der Erwerb der Vogtei Kaiserswerth, wo Engelbert die Hardenberger, die noch 1145 bis 1158 genannt wurden, ablöste. Erst Engelbert I. und seine Nachfolger erwarben Grundbesitz im Niederbergischen, 1176 um Hilden und Haan sowie 1186 um Düsseldorf. Wahrscheinlich 1189, vermutlich im Zusammenhang mit dem Dritten Kreuzzug Friedrichs I. Barbarossa, verpfändete Arnold von Teveren (Tyvern) seinen gesamten rechtsrheinischen Besitz zu Holthausen, Düsseldorf, Buscherhof, Eickenberg bei Millrath, Monheim, Himmelgeist, am Rheinufer nahe Holthausen und an der Anger für 100 Mark an Engelbert von Berg – das Pfand wurde nie eingelöst. In der Folgezeit konnten die stark und mächtig gewordenen Grafen von Berg in diesem Gebiet weitere Besitzungen von einigen Herren und Edelfreien (u. a. den Herren von Bottlenberg, Erkrath und Eller), die in finanzielle Notlage geraten waren, übernehmen. Bei dieser Gebietsausdehnung schuf vermutlich bereits Engelbert I. die ersten Gerichte und Ämter zur Verwaltung seines Landes.

#### Adolf III. von Berg
Die nicht eingelösten Pfandgüter des Edelherrn von Teveren fielen an Engelberts Sohn und Nachfolger Adolf III. Sie sind die ältesten Besitzungen des Hauses Berg nördlich der Wupper. Weiteren Machtzuwachs brachte der Erwerb der Vogtei über das Stift Gerresheim. Adolf III. war im Besitz von Höfen in Merheim, Mülheim, an beiden Rheinufern zwischen Rheindorf und Zündorf, Buchheim, Lind und Uckendorf. Hückeswagen verzichtete erst 1260 auf alle Ansprüche aus den von Engelbert I. eingeleiteten Verpfändungen; sie sind vermutlich unter Adolf III. bereits als Allode oder Lehen an Berg übergegangen. Seine Landespolitik zielte auf Sicherung und Entfaltung des Erreichten.

#### Engelbert II. von Berg, Erzbischof von Köln und Graf von Berg
Als Adolf III. 1218 auf dem Kreuzzug von Damiette in Ägypten ohne einen männlichen Erben starb, machte das Haus Limburg, in das Adolfs Tochter Irmgard eingeheiratet hatte, seinen Erbanspruch auf den gesamten bergischen Besitz geltend. Adolfs jüngerer Bruder, der Kölner Erzbischof Engelbert I., befürchtete, dass die Limburger, mit denen bereits Adolf III. Streitigkeiten hatte, nicht so treu wie bisher das Haus Berg zum Erzbischof halten würden. Deshalb wies er die limburgischen Ansprüche mit Waffengewalt zurück und übernahm selbst als Engelbert II. die Herrschaft über die Grafschaft Berg.
Mit der Ermordung Engelberts 1225 endete das bergische Grafengeschlecht in der männlichen Linie. Berg gelangte an das Haus Limburg, das damit seine Erbansprüche schließlich durchsetzen konnte.

### Haus Limburg (1225–1348)
Die Grafschaft Berg fiel nun als Erbe über Irmgard von Berg an Heinrich von Limburg, Schwiegersohn des bergischen Grafen Adolf III., und danach an seinen Sohn Adolf IV. von Berg (reg. 1246–1259), der die engen Bindungen zum Erzbistum Köln dadurch weiter festigte, dass er die Schwester des Kölner Erzbischofs Konrad von Hochstaden heiratete. Adolf IV. war der ältere der Söhne von Heinrich und hätte als Erstgeborener Ansprüche auf Limburg gehabt, erbte aber Berg; der jüngere Bruder Walram erhielt das Herzogtum Limburg. Unter Adolf IV. wurde 1228 als Reichspfand die Stadt Remagen erworben und verblieb, da das Reichspfand nicht mehr eingelöst wurde, bis zur weiteren Verpfändung 1425 und 1452 an Kurköln im Besitz der Berger und deren Rechtsnachfolgern.
Sein Sohn Adolf V. (1259–1296) nahm in der Schlacht von Worringen den Erzbischof von Köln, Siegfried von Westerburg, gefangen und erklärte im selben Jahr (1288) Düsseldorf zur Stadt. Mit dem Sieg in der Schlacht von Worringen war die vom Erzbistum Köln ständig ausgehende Existenzgefährdung der Grafschaft Berg endgültig gebannt.
Ihm folgte sein Bruder Wilhelm I. (1296–1308). Da in Berg noch keine Erbfolge festgelegt war – nur die Ansprüche aus den männlichen Linien hatten den Vorrang des Erbes – verzichtete der ältere Bruder Wilhelms auf das Erbe. Beide waren Pröpste in Köln. Wilhelm I. wurde von seinen Gelübden befreit und heiratete Irmgard von Kleve, die Ehe blieb kinderlos.
Danach ging das Erbe an Adolf VI. (1308–1348), der ein Neffe Wilhelms I. und ein Sohn des verstorbenen Heinrich von Berg, Herr von Windeck, war. Durch sehr viel Geschick in den Fragen der Reichspolitik konnte sich Adolf VI. einige Rechte sichern, die ihm durch den Kaiser, Ludwig dem Bayern, verliehen wurden.
Sowohl bei der Königswahl als auch 1327 im Italienkreuzzug und bei der Krönung Ludwigs zum Kaiser war er im Gefolge Ludwigs zu sehen. Adolf verstarb nach vierzigjähriger Regentschaft. Mit ihm erlosch die Linie Limburg-Berg. Durch den Limburgischen Löwen, der durch blaue Krone und Waffen zum Bergischen Löwen mutierte, hinterließ sie heraldische Spuren. Da Adolf VI. kinderlos blieb, hatte er seine Schwester Margarete und ihre rechtmäßigen Erben bereits am 16. August 1320 zu seinen Nachfolgern bestimmt.

### Haus Jülich (1348–1521)
Berg fiel nun an die Tochter von Adolfs Schwester Margarete, die Gräfin Margarete von Ravensberg-Berg, welche 1338 den Grafen Gerhard von Jülich-Berg, Sohn des Herzogs Wilhelm von Jülich, geheiratet hatte. Gerhard, der durch seine Vermählung mit Margarete, der Erbin der Grafschaft Ravensberg bereits 1346 Herrscher über Ravensberg geworden war, regierte Berg ab 1348. Hiermit bahnte sich bereits der spätere Verbund der Territorien von Jülich-Berg an, der ab 1423, als mit Rainald von Jülich-Geldern die Jülicher Hauptlinie ausstarb, einen bedeutenden Komplex im niederrheinisch-westfälischen Raum und ein Gegengewicht zu Kurköln bilden sollte. Gerhard konnte sein Territorium zwischen Wupper und Ruhr durch den Kauf der Herrschaft Hardenberg mit den Orten Neviges und Langenberg erweitern. Gerhard hinterließ nach seinem frühen Tod bei einem Turnier in Schleiden im Jahre 1360 einen unmündigen Sohn und zwei Töchter. Graf Wilhelm II. regierte unter der Aufsicht seiner Mutter Margarete von Ravensberg-Berg. Wilhelm erwarb die Burg und Amt Blankenberg, er wurde 1377 von Kaiser Karl IV. zu seinem geheimen Rat und Hausgenossen ernannt. Die freundliche Verbindung hielt auch an, als Karls Sohn Wenzel die Nachfolge als böhmischer und römisch-deutscher König antrat.

## Die Herzöge von Jülich-Berg
Graf Wilhelm II. von Berg und Ravensberg erhielt am 24. Mai 1380 auf dem Reichstag zu Aachen von König Wenzel die Herzogswürde, die Grafschaft Berg wurde zum Herzogtum erhoben. Noch im selben Jahr gab der Herzog die Burg an der Wupper als Residenz auf, neuer Regierungssitz wurde Düsseldorf. Mit der Wahl Düsseldorfs als Hauptstadt des Herzogtums und mit dem Bau einer neuen Residenz am Handelsweg Rhein wollte Wilhelm II. seine neue, erhöhte Stellung im Reich stärker zum Ausdruck bringen. Zudem wurde Wilhelms Tochter Beatrix von Berg (1360–1395) im Jahre 1385 durch Heirat Kurfürstin von der Pfalz.
Sein Sohn Herzog Adolf VII. bekam nach dem Tode des Herzogs Rainald von Jülich und Geldern 1423 die Herzogtümer Jülich und Geldern bestätigt. Da Adolf VII., er starb 1437, seinen Sohn aus erster Ehe überlebt hatte und die zweite Ehe kinderlos blieb, fiel die Nachfolge auf den Sohn seines Bruders Wilhelm, Gerhard II.
Seit 1461 wurden Kleve und Mark gemeinsam verwaltet. Der Klever Union, einem 1496 geschlossenen, mit allen Landständen abgestimmten Heirats- und Erbvertrag folgend, heiratete der klevische Thronerbe im Jahr 1510 die Tochter des letzten Herzogs von Jülich-Berg, was 1521 zur Personalunion von Kleve-Mark mit Jülich-Berg-Ravensberg führte. Berg war darüber hinaus bis zum Anfang des 19. Jahrhunderts mit dem Herzogtum Jülich auch in einer Realunion vereinigt, die als Herzogtum Jülich-Berg bezeichnet wird.
Im Jahr 1484 kamen das Amt und die Burg Löwenburg im Siebengebirge durch die Heirat Wilhelms III. von Berg und der Erbin der Herrschaft Löwenburg, Elisabeth von Nassau, an das Herzogtum Berg. 1500 wurde das Herzogtum Teil des Niederrheinisch-Westfälischen Reichskreises.

## Vereinigte Herzogtümer Jülich-Kleve-Berg

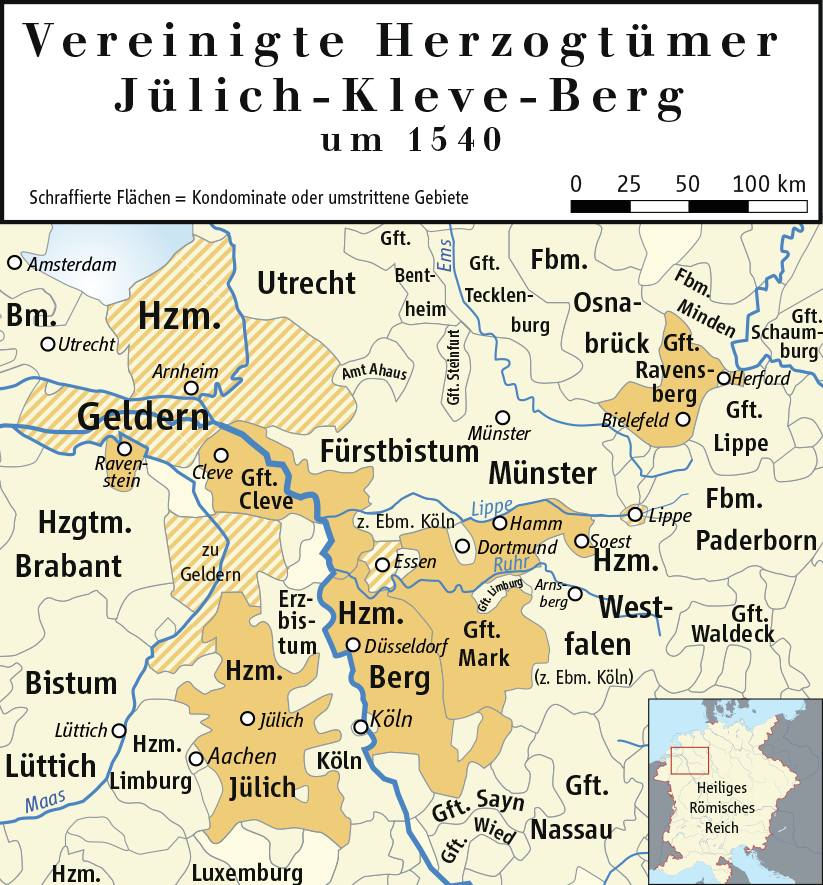
Karte der Vereinigten Herzogtümer um 1540. Die Gesamtherrschaft in ihrer größten Ausdehnung, einschließlich der Vogtei Essen, dem Kondominat Lippe und dem 1543 an den Kaiser verlorenen Herzogtum Geldern mit der Grafschaft Zutphen, jedoch ohne die Vogtei Werden.

Nach dem Erlöschen des jülich-bergischen Hauses (1521) folgten die Herrscher des Herzogtums Kleve und der Grafschaft Mark aus dem Adelsgeschlecht der von der Mark, einer der beiden westfälischen Seitenlinien der alten Grafen von Berg. Sie vereinigten die Herzogtümer Jülich, Kleve, Berg, zeitweilig auch Geldern und die Grafschaften Mark und Ravensberg sowie die Herrschaften Ravenstein und Lippstadt als Vereinigte Herzogtümer Jülich-Kleve-Berg in einer Hand. Aus diesem Haus regierten drei Herzöge, der erste war Johann der Friedfertige von 1511 in Jülich, Berg und Ravensberg und ab 1521 auch im väterlichen Erbe, dem Herzogtum Kleve, der Grafschaft Mark und dem Kondominat Lippstadt. Johann war schon im Kindesalter auf Schloss Burg mit der Erbtochter des Hauses Jülich verlobt worden. Ihm folgte Wilhelm der Reiche 1539 nach. Er erließ am 31. Oktober 1583 den herzoglichen Befehl, der den gregorianischen Kalender im Herzogtum einführte. Er war zwischen 1538 und 1543 auch Herzog von Geldern, das er im Krieg jedoch an den Kaiser verlor, dem er sich unterwerfen und dessen Verwandte er ehelichen musste. Der älteste Sohn des Herzogs Karl Friedrich starb auf einer Bildungsreise durch Europa 1575 in Rom. Dort weilte er als Ehrengast des Papstes bei den Weihnachtsfeierlichkeiten des Heiligen Jahres 1574. Er wurde in Santa Maria dell’Anima gegenüber von Papst Hadrian VI. bestattet. Nach dem Tode Karl Friedrichs kam 1592 Johann Wilhelm der Gutmütige als dritter und letzter Herrscher dieses alten bergisch-märkischen Hauses auf den Thron. Johann Wilhelm war von 1574 bis 1585 Fürstbischof von Münster gewesen und hatte seine Kirchenämter resigniert, nachdem feststand, dass sein Vater keine weiteren Erben mehr zeugen würde. Er heiratete zwei Mal, erst 1584 Jakobe von Baden, die 1597 während seiner geistigen Umnachtung ermordet wurde, und später Antonie von Lothringen. Trotz aller Versuche, das Aussterben des Hauses zu vermeiden, blieben beide Ehen kinderlos, auch uneheliche Kinder sind nicht bekannt.
Nach Aussterben des männlichen Herzogstammes von der Mark 1609 kam es zum Jülich-Klevischen Erbfolgestreit, der damit endete, dass die Nachfolge in Jülich und Berg dem wittelsbachischen Haus Pfalz-Neuburg zufiel. Durch rasches und geschicktes Vorgehen war es dem Wittelsbacher Fürsten Philipp Ludwig sowie dem Kurfürsten Johann Sigismund von Brandenburg gelungen, sich gegen die Erbansprüche der anderen durchzusetzen. Zur offiziellen Übernahme von Jülich, Herzogtum Berg und Ravenstein durch Pfalz-Neuburg kam es jedoch erst 1614 durch Philipp Ludwigs Sohn Wolfgang Wilhelm, der kurz zuvor zum Katholizismus übergetreten war und Magdalene, die Schwester von Herzog Maximilian I. von Bayern, geheiratet und sich dadurch die Unterstützung der katholischen Liga gesichert hatte (siehe auch Vertrag von Xanten, November 1614). 
1651 versuchte Kurfürst Friedrich Wilhelm von Brandenburg vergeblich, das Herzogtum Berg zu besetzen (Düsseldorfer Kuhkrieg).

## Das Wittelsbacher Herzogtum Jülich-Berg
Unter Herzog Wolfgang Wilhelm wurde das Herzogtum Berg etwa in den 1640er-Jahren administrativ in 37 Steuerbezirke aufgeteilt (19 Ämter, 8 Freiheiten, 10 Städte: Düsseldorf, Lennep, Wipperfürth, Ratingen, Rade vorm Wald, Solingen, Gerresheim, Blankenberg, Siegburg, Elberfeld). Die Landkanzlei wurde durch den jülich-bergischen Hofrat ersetzt.
Von 1652 bis 1679 war Wolfgang Wilhelms Sohn Philipp Wilhelm von Pfalz-Neuburg Herzog. Die ersten Regierungsjahre waren geprägt vom Erbstreit über den niederrheinischen Besitz Jülich und Berg, deren Besitz auch immer noch von Friedrich Wilhelm Kurfürst von Brandenburg beansprucht wurde. Philipp Wilhelm wollte eine friedliche Lösung, während er stets einen militärischen Überfall des Brandenburgers erwartete. Erst im Vertrag von Kleve, 1666, wurde ein Erbvergleich geschlossen.
Philipp Wilhelms Sohn und Nachfolger Johann Wilhelm II. (1679–1716) wurde 1690 auch Kurfürst von der Pfalz (1690–1716), die sein Vater 1685 geerbt hatte, und ist bis heute sowohl in seiner Residenzstadt Düsseldorf als auch im Bergischen Land als „Jan Wellem“ in Erinnerung geblieben. Den Verlust des Heidelberger Schlosses ersetzte das Schloss Schwetzingen als Sommerresidenz.
Ab 1708 entstand durch Erich Philipp Ploennies die bergische Landesaufnahme des Territoriums Berg, die 1715 unter dem Titel Topographia Ducatus Montani (Topographie des Herzogtums Berg) veröffentlicht wurde.
Karl III. Philipp von der Pfalz (1661–1742) übernahm nach dem Tode seines älteren Bruders Jan Wellem die Regierung. Düsseldorf, die Residenz seines Vorgängers, verschmähte er, weil die dortigen Landstände von ihm geforderte Gelder nicht bewilligen mochten. Er baute ab 1720 Mannheim als Residenz aus und errichtete das Mannheimer Schloss.
1742 kam das Land an den Kurfürsten Karl Theodor aus der Sulzbacher Linie und wurde 1777 ein Nebenland von Kurpfalz-Bayern, da Karl Theodor nun auch Bayern geerbt hatte. Dessen Versuche, durch einen mit Kaiser Joseph II. ausgehandelten Tausch Altbayerns gegen die Österreichischen Niederlande eine kompaktere Ländermasse aus der Kurpfalz, dem Herzogtum Jülich-Berg und den Habsburgischen Niederlanden im heutigen Belgien zu bilden und in diesem Zuge „König von Burgund“ zu werden, scheiterten 1785 an dem durch Preußen geschmiedeten Fürstenbund. Nach Karl Theodors Tod 1799 ging die Erbfolge an den Herzog Maximilian Joseph von Pfalz-Zweibrücken, den späteren König von Bayern. Dieser überließ das Herzogtum Berg am 30. November 1803 seinem Schwager Herzog Wilhelm in Bayern als Apanage, behielt aber die Souveränität. Wilhelm residierte als Statthalter des bayerischen Kurfürsten in Düsseldorf.

## Das napoleonische Großherzogtum Berg (1806–1813)
Am 15. März 1806 trat König Maximilian I. Joseph von Bayern sein Herzogtum Berg an Napoleon ab. Kurbayern hatte sich 1805 im Vertrag von Schönbrunn dazu im Tausch gegen das Fürstentum Ansbach verpflichtet. Napoleon übereignete noch am selben Tag die Souveränität über die Herzogtümer Berg und Kleve an seinen Schwager, den französischen Prinzen Joachim Murat, der dadurch, wenn auch nur vorübergehend, auch ein deutscher Reichsfürst wurde. Das Territorium des von Preußen abgetretenen Herzogtums Kleve betraf nur den rechtsrheinischen Teil; der linksrheinische Teil war bereits seit 1797/1801 französisches Staatsgebiet. Murat nahm sein Land am 19. März 1806 in Köln zunächst als Herzog von Kleve (Cleve) und Berg förmlich in Besitz und ließ sich acht Tage später von den Landständen in Düsseldorf huldigen. Später wurde das Gebiet territorial erweitert. Neben dem Königreich Westphalen sollte das Großherzogtum Berg ein Musterstaat und Vorbild für die anderen Rheinbundstaaten werden. Es kam zu Reformen insbesondere in der Verwaltung, dem Rechtswesen sowie zu wirtschaftlichen Reformen und zu Agrarreformen. Die Zollpolitik Napoleons verursachte massive wirtschaftliche Probleme. Unmut lösten auch die Einberufungen zum Militär aus. Dies entlud sich im Januar 1813 im Knüppelrussenaufstand.
Bald nach der Völkerschlacht bei Leipzig (Oktober 1813) löste sich das Großherzogtum faktisch auf. Von 1813 bis 1815 wurde für das rechtlich allerdings noch bestehende Großherzogtum das Generalgouvernement Berg als interimistische Verwaltung eingerichtet. Die meisten Landesteile fielen zusammen mit dem Großherzogtum durch Artikel XXIV der Hauptakte des Wiener Kongresses Preußen zu. Es bildete daraus mit den anderen preußischen Besitzungen auf dem linken und rechten Rheinufer die Provinz Jülich-Kleve-Berg mit Verwaltungssitz Köln. Diese wurde am 22. Juni 1822 mit der Provinz Großherzogtum Niederrhein zur preußischen Rheinprovinz mit Verwaltungssitz in Koblenz vereinigt. 
Der Titel „Großherzog von Kleve und Berg“ ging auf den König von Preußen und das Haus Preußen über.

## Wappen

### Wappen bis 1225
Das historische Wappen der Grafen von Berg war zunächst ein schwarzer Wechselzinnenbalken. Erst seit 1210 ist im Reitersiegel Adolfs III. das Wappen der ersten Grafen von Berg (in Silber zwei schwarze Wechselzinnenbalken) bezeugt (z. B. noch in den Wappen des Rheinisch-Bergischen Kreises und der Stadt Hilden sowie der Stadt Leverkusen enthalten). Die ehemalige Stadt Opladen führte bis zum Zusammenschluss mit der Stadt Leverkusen (31. Dezember 1974) ebenfalls diesen Wechselzinnenbalken in ihrem Wappen. Der Wechselzinnenbalken rührt von den Brüdern Gerhard und Giso von Upladhin her, die im frühen 13. Jahrhundert Gutsherren in Opladen waren und als Burgmannen der Grafen von Berg deren älteres Wappenzeichen führten. Engelbert II. von Berg hat als Erzbischof Engelbert I. von Köln dieses erste bergische Wappen dem erzbischöflichen Wappenschild (schwarzes Kreuz) als Schildhalter aufgelegt.
Aus diesem Wappen ist auch eine Wappengruppe ehemals bergischer Ministerialenfamilien hervorgegangen, zu der u. a. die heutigen Freiherren von Bottlenberg (in Silber ein schwarzer Wechselzinnenbalken), die Grafen von Nesselrode (in Rot ein silberner Wechselzinnenbalken) und die Fürsten von Quadt (in Rot zwei silberne Wechselzinnenbalken) gehören.

Wappenschild der ehemaligen Stadt Opladen mit dem historischen Doppelzinnenbalken
Wappen des Rheinisch-Bergischen Kreises
Wappen der Stadt Bergisch Gladbach
Wappen der Stadt Hilden
Wappen der Stadt Leverkusen

### Wappen ab 1225
Das Wappen des Bergischen Landes zeigt, entsprechend den bergischen Farben, auf weißem Grund den roten – auf das Haus Limburg (s. o.) zurückgehenden – doppelschwänzigen Bergischen Löwen mit Krallen, Zunge und einer Krone in blau. Noch heute führen den Bergischen Löwen einige Städte und Kreise in ihrem Wappen.
Entstehung des Wappens mit dem Bergischen Löwen:
Heinrich von Limburg, der durch seine Heirat mit der bergischen Erbtochter Irmgard in den Besitz der Grafschaft Berg gelangte, behielt den roten, doppelgeschwänzten und gekrönten Limburgischen Löwen auf goldenem Grund bei, während sein ältester Sohn und Nachfolger Graf Adolf IV. von Berg (1246–1259) den gleichen Wappenschild führte, vermehrt durch einen fünflätzigen Turnierkragen an der erhobenen Balkenstelle, der heute noch im Wappen der Stadt Wipperfürth enthalten ist.
Den Turnierkragen haben die nachfolgenden bergischen Grafen dann bis 1308 beibehalten. Graf Adolf VI. von Berg war der erste bergische Landesherr, der das bekannte bergische Wappen der späteren Zeit, hergeleitet von seinem Vater Heinrich, Herr zu Windeck, ohne Turnierkragen führte: den roten, blaubewehrten, blaugekrönten und doppeltgeschwänzten stehenden Löwen.
Auch der Bergische Löwe ist heute noch in vielen Kreis- und Gemeindewappen zu finden, hier eine Auswahl:

Stadt Düsseldorf
Kreis Mettmann
Oberbergischer Kreis
Stadt Remscheid
Stadt Wuppertal
Stadt Ratingen
Rhein-Sieg-Kreis

## Ämterverfassung: Ämter und Freiheiten – Rechts- und Verwaltungswesen, bergischer Adel

### Altbergisches Verwaltungswesen – Entstehung und Verfassung der bergischen Ämter
Fast regelmäßig findet man in Urkunden sowohl des bergischen wie auch anderer niederrheinischer Territorien die Ämter des Mittelalters zu einer Burg in Beziehung gesetzt, welche den Mittelpunkt der Verwaltung für das betreffende Amt bildet oder doch ursprünglich gebildet hat. Für Berg lässt sich dieser Zusammenhang zwischen Burg und Amt dadurch nachweisen, dass für sämtliche Ämter des Herzogtums, mit einer einzigen Ausnahme (Amt Miselohe), eine Burg oder zumindest ein befestigter Platz, der wohl ursprünglich eine Burg war, als Mittelpunkt nachweisbar ist. Die Ämter bildeten sich im Anschluss an die jeweilige Burg als Mittelpunkt in der Art, dass anfangs kleine Burgbezirke allmählich zum Amt erweitert wurden. Im Charakter der Burg als Mittelpunkt eines Bezirkes von landesfürstlichen Gütern, Lehen und grundherrschaftlichen Rechten dürfte der eigentliche Anlass der Erweiterung der Bürgerverwaltung zur Amtsverwaltung zu suchen sein.

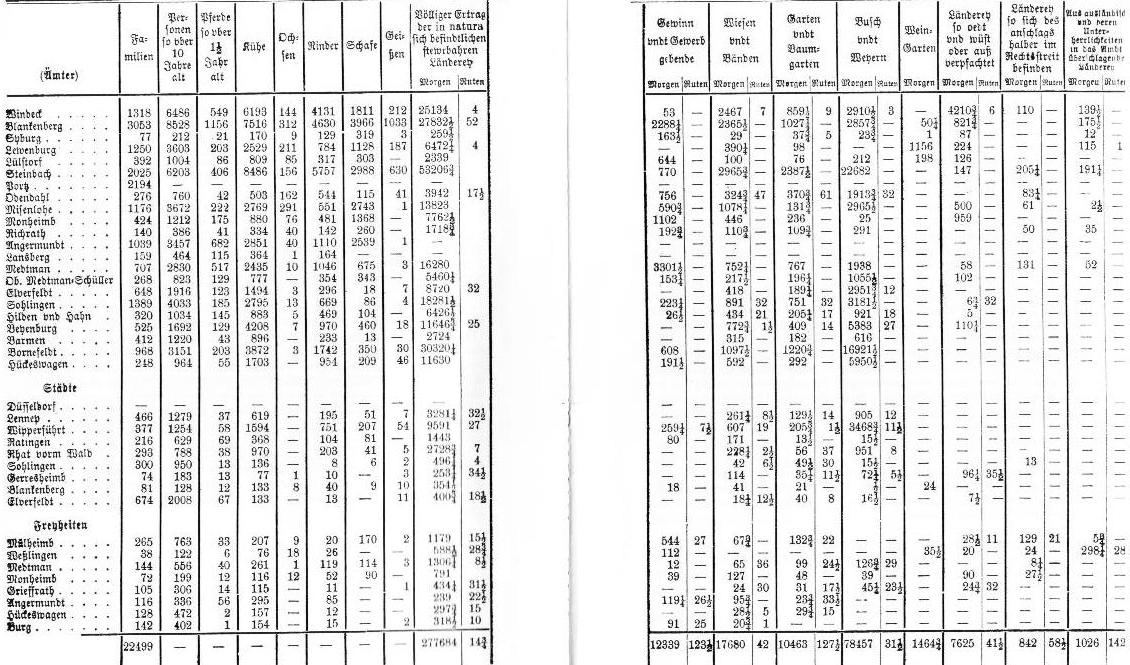
Tabelle Herzogtum Berg. Familien, Bestialien, Morgenzahl.

Um die Mitte des 14. Jahrhunderts bildeten sich die Amtsbezirke. Sie dienten der strafferen Verwaltung und gingen hervor aus dem seit dem 13. Jahrhundert einsetzenden Bestreben der Landesfürsten, die zerstreut liegenden Territorien zu vereinigen und die volle Landeshoheit zu erlangen.
Als Grundlage für eine einheitliche Regelung der allgemeinen Verwaltungshoheit in der Grafschaft Berg blieb die Ämterverfassung für mehr als vier Jahrhunderte bestimmend.
Die Ämter waren in ihrer späteren vollen Ausbildung die der Zentralverwaltung unmittelbar unterstehenden Bezirke, in denen die örtliche Finanz- und Polizeiverwaltung sowie die Wahrung der öffentlichen Sicherheit ganz, die Gerichtsverfassung wenigstens zum Teil zusammenlief.
Drei Beamte waren für die Verwaltung der Ämter zuständig, der Schultheiß oder Richter, der Kellner oder Rentmeister und der diesen beiden übergeordnete Amtmann.
Der höchste Beamte im Amt war der Amtmann, der von adeliger Abstammung war, vom Landesherrn persönlich ernannt wurde und seinen Amtssitz in einer Burg hatte, die meist im Besitz des Landesherrn war. Amtssitz konnte auch das Schloss des Amtmanns sein. Er hatte im Wesentlichen drei Befugnisse, eine administrativ-finanzielle, eine militärisch-polizeiliche und eine ursprünglich beschränkte, allmählich aber an Umfang und Bedeutung zunehmende gerichtliche – er war verantwortlich für Recht und Ordnung innerhalb der Grenzen des Amtes. Dem Amtmann nachgeordnet war der Schultheiß als Vorsteher der Verwaltung und der Gerichtsbarkeit, der auch bei den Gerichtsverhandlungen den Vorsitz führte. Der dritthöchste Beamte war der (auch Kellner genannte) Rentmeister, der für die Erhebung der Steuer, die Verwaltung der Hofgüter und die Gerichtsgebühren und Strafgelder zuständig war.
Die Verkündigung und Durchführung der Amtserlasse in den einzelnen Kirchspielen besorgten immer die Scheffen. Das Gericht gab den Erlassen Nachdruck.

### Altbergisches Gerichtswesen – Hauptgericht, Landgericht, Hofgericht, Botenamt, Sendgericht
Grundlage der Gerichtsbarkeit im frühen Mittelalter war das Römische Recht. Urkunden und Gerichtsurteile wurden bis zur Mitte des 13. Jahrhunderts in lateinischer Sprache ausgefertigt. Eine der ersten Urkunden in deutscher Sprache war von 1262. Während in anderen deutschen Gebieten bereits Anfang des 13. Jahrhunderts das Römische Recht von einer neuen deutschen Gerichtsbarkeit abgelöst wurde, war dies im Bereich Berg erst etwas später der Fall. Diese Besonderheit wurde vom deutschen Gegenkönig Wilhelm in einer Urkunde, 1248 in Kaiserswerth ausgestellt, bestätigt. Ab Mitte des 13. Jahrhunderts bildete sich auch im Bergischen Land eine neue Art der Gerichtsbarkeit aus. Spätestens seit dem 12. Jahrhundert war das Grafengericht in Kreuzberg bei Kaiserswerth im Amt Angermund für alle Belange zuständig; nun aber wurden Schöffengerichte eingerichtet, die für alle Straftaten außer todeswürdigen Verbrechen wie Diebstahl, Totschlag und Schändung zuständig waren. Diese wurden zunächst weiterhin in Kreuzberg verhandelt. Überliefert ist das Rechts- oder Ritterbuch, in dem das bergische Gerichtswesen im 14. Jahrhundert beschrieben wird.

#### Hauptgericht – Obergericht
Die bergische Gerichtsbarkeit basierte auf einer Hierarchie von Konsultationsgerichten. Wenn ein niederes Gericht in einer Rechtsfrage keine Einigkeit erzielen konnte, wurde das zuständige Konsultationsgericht angerufen. Dieses gab eine Empfehlung ab, an die das niedere Gericht bei seiner anschließenden Entscheidung allerdings nicht gebunden war. Den Landgerichten waren die Hauptgerichte in diesem Sinne übergeordnet, indem die zweifelhaften Rechtsfälle den Hauptgerichten zur Konsultation vorgelegt wurden. Den Schöffen des Obergerichts stand der Schultheiß vor. Diese Rechtsfälle wurden nach Entscheidung des Obergerichts durch die Landgerichte nur noch verkündet. Die Appellation geschah für alle Gerichte an den Herzog in Düsseldorf.

#### Hauptland- und Rittergericht Opladen
Oberstes Konsultationsgericht war das in der neueren Literatur so genannte Hauptland- und Rittergericht in Opladen; in historischen Urkunden wurde es auch als Rittergericht, Hochgericht und Oberstes Hauptgericht bezeichnet. Bis 1559 hatte dieses Gericht seinen Sitz im zentral gelegenen Opladen, danach als jülich-bergischer Hofrat in Düsseldorf. Daneben war das Rittergericht auch das Gericht für den bergischen Adel und Versammlungsort des Ritter- und Landtags, in dem die bergischen Landstände ihre Selbstverwaltung organisierten. Als Gegenleistung für ihre Vorrechte war die Ritterschaft beim Aufgebot durch den Landesherrn zum Dienst mit Pferd und Harnisch verpflichtet.
Das Hauptgericht Porz erhielt bis 1559 seine Rechtsbelehrung am Rittergericht Opladen, dem ebenfalls der Schultheiß von Porz vorstand.
Neben dem Wildfang (Jagd- und Fischereirecht) sowie ausgedehnter Zoll- und Steuerfreiheit besaßen diese freiritterlichen Lehnsträger also auch einen besonderen Gerichtsstand.

#### Landgericht
In den Kirchspielen (Gemeinden) befanden sich die Landgerichte; sie waren zuständig für die Rechtsprechung der Honschaften, wobei jede Honschaft einen Scheffen (Schöffen) stellte. Zuständig waren die Landgerichte für alle Rechtsfälle der „Hoheit, Gewalt, Schuld und Schulden“, also Kriminalfälle oder strittige Erbfälle. Sie konnten auch Todesurteile fällen, die aber zumeist an das Hauptgericht abgegeben wurden.
Die Verhandlungen vor den Landgerichten vollzogen sich seit dem Jahre 1565 nach der neuen jülich-bergischen Rechts-, Lehen-, Gerichtschreiber-, Brüchten-, Polizey- und Reformations-Ordnung. Richter, Scheffen, Gerichtsschreiber und Bote waren vereidigt. Den Angeklagten wurde ein juristischer Beistand zugestanden.

#### Hofgericht
Die Hofgerichte waren zuständig für bürgerliche Rechtsangelegenheiten, insbesondere Erbfälle im Todesfall (wobei im Bergischen Land das Recht der Realteilung Gültigkeit hatte), Veräußerungen von Besitz durch Verkauf, Schenkung, Teilung, Tausch, Verpfändung oder auch Belastung; sie hatten also die Aufgabe der heutigen Amtsgerichte. Die Hofgerichte reichen in die Zeit der ersten Landnahme und die Gründung der königlichen Fronhöfe zurück. Sie umfassten ursprünglich den Lehnsverband eines Fronhofes und hatten die Aufgabe, dessen Recht zu sichern.

#### Botenamt
Die den Ämtern unterstellten Landgerichte waren in Botenämter unterteilt, die zumeist mit dem jeweiligen Kirchspiel übereinstimmten. Jedes Botenamt unterhielt einen Boten oder Schatzboten. Diese galten nicht als Staatsbeamte und erhielten aus dem herzoglichen Schatz keine Zuwendung, mussten einer ehrbaren Familie angehören und wurden für ihr Amt vereidigt. Den Boten war jedoch eine gewisse Summe seitens der Untertanen zugesichert, die mit dem „Schatz“ eingetrieben werden musste. Der Schatzbote zog die Steuer, die Geldstrafen und die Gebühren ein und lieferte diese an die „Kellnerei“ ab.

#### Sendgericht
Das Sendgericht, auch Send genannt, war ein neben dem weltlichen Gericht bestehendes geistliches Gericht, dessen Ursprung in die ersten christlichen Jahrhunderte zurückreicht. Sowohl für Wiehl (Reichsherrschaft Homburg) als auch für das bergische Kirchspiel Much ist bisher ein Sendgericht nachweisbar. Die Herzöge von Berg schützten das Sendgericht und bestanden auf seiner regelmäßigen Abhaltung. Später wurde die kirchliche Gerichtsbarkeit immer mehr durch die weltliche Macht eingeschränkt und verlor dadurch allmählich ihre Befugnisse. Anfangs präsidierte der Bischof bei den jährlichen Visitationen dem Sendgericht, im 12. Jahrhundert der Archidiakon oder als Vertreter der Dechant. Ab dem 13. Jahrhundert war es üblich, dass der Pfarrer selbst das Sendgericht abhielt, ab dem 17. Jahrhundert werden auch Sendschöffen in der Landpfarrei Christianität Siegburg genannt. Das Sendgericht war in erster Linie ein Rüge- und Sittengericht und verfolgte Vergehen, die auch Gegenstand eines geistlichen Prozesses sein konnten: u. a. Ketzerei, Ehebruch, Unkeuschheit, Wucher, Zank und dergleichen. Das Gericht konnte materielle Strafen sowie Körper- und Gefängnisstrafen verhängen.

### Altbergisches Steuerwesen – Zehntrecht – Münzrecht – Bergrecht – Zoll

#### Zoll
Zölle können in der Grafschaft Berg schon für das 13. Jahrhundert nachgewiesen werden. Graf Wilhelm II. (1360–1408) erklärt in einer Urkunde aus dem Jahre 1386, es gebe „zwenn zollen, in und durch dat lant van dem Berghe“, also nur den Einfuhr- und den Durchgangszoll, der das Doppelte des Einfuhrzolls betrug. Später wurde auch der Ausfuhrzoll verordnet. Zunächst war das Herzogtum an allen Grenzen von Zollstationen umgeben, jedoch gab es, obwohl Jülich und Berg dem gleichen Herzog unterstanden, weder Münz- noch Zolleinheit. Im Jahre 1398 erwarb sich Herzog Wilhelm von Berg von König Wenzel die Erlaubnis, zwei neue Landzölle – einen zu Lennep, den anderen zu Wipperfürth – einzurichten. Wie aus der Erkundigung von 1555 bekannt, hatte Lennep einen Beizoll in Wermelskirchen. Im selben Jahr führte die Stadt Köln Beschwerde beim Herzog wegen des neuen Zolls zu Wermelskirchen.
Gegen Ende des 15. Jahrhunderts war das Herzogtum Berg auch im Innern von Zollstellen durchsetzt, da Fuhrleute, Viehtreiber, Reiter und Bauern verstanden hatten, die vorgeschriebenen Straßen zu den Zollhäuser zu umgehen und die Waren über Neben- und Schleichwege zu schmuggeln.
In früherer Zeit sind die erhobenen Landzölle vorwiegend für die Erhaltung und Anlage, die Ausweitung und die Sicherheit der Wege, Brücken und Stege verwendet worden. Um 1500 betrug der vom Herzog festgelegte Zoll für ein Pferd 8 Albus, ebenfalls für eine Karrenladung, für eine Wagenladung war der doppelte Betrag zu entrichten.

#### Steuern und Abgaben
Die Einnahmen der Landesfürsten bestanden aus „Zöllen“, „Zehnten“, „Kürmut“, „Schatz“, „Zins“ und anderen „Gefällen“. Diese Einnahmen reichten jedoch nicht zur Begleichung aller Landesausgaben aus.
Dadurch sahen sich die Landesherren zu „Beden“ (Bitten) gezwungen, Gelder, die für verschiedene Verwaltungsausgaben vom Land bewilligt werden mussten. Diese besondere Steuer, in früheren Jahren eine freiwillige Abgabe, wurde gewöhnlich im Herbst nach der Ernte erhoben.
Die Steuern waren in älterer Zeit für außerordentliche Kriegsausgaben bestimmt; in späteren Jahrhunderten wurden sie für die gewöhnliche Landesverteidigung sowie für die Erhaltung der Sicherheit und des allgemeinen „Ruhestandes“ (Ordnung) verwendet.
Frei von Abgaben und Steuern waren die Kirchengüter, die Lehensgüter der Lehensleute sowie die Güter der Ritterschaft und des Adels. Freiheiten konnten teilweise oder ganz befreit sein. Die eigentlichen Rittersitze (Bergische Rittersitze) waren frei von Steuern, auch wenn sie vom Ritter nicht bewohnt waren. Nur die als Lehen gegebenen adeligen freien Güter waren über die Pächter steuerpflichtig. Der Geistlichkeit und der Ritterschaft war es daher nicht erlaubt, „Schatzgüter“ anderer Bürger zu erwerben, um für das Land Steuernachteile zu vermeiden.
Die Steuern wurden vom Landesherrn den versammelten Ständen vorgeschlagen und durch Stimmenmehrheit genehmigt.
Steuern:
- Die älteste ist wohl die Kommunikantensteuer, später Personalsteuer genannt (Personensteuer). Arme waren von der Steuer befreit.
- Die Rentensteuer oder Vermögenssteuer: Jeder, der Pfandschaft hatte, musste den zehnten Pfennig, später den vierten Pfennig abgeben.
- Die Grundsteuer: Diese wurde auf Ländereien und Häuser entrichtet.
- Die Viehsteuer (Pferd 1 Rtlr., Ochse 40 Stüber, Kuh 30 Stüber usw.)
- Die Gewinn- und Gewerbesteuer: Diese Steuer wurde von den Besitzlosen, den „Halfen, Pächtern“ und Lehnsleuten entrichtet und richtete sich nach der Größe der bewirtschafteten Fläche. Selbst die Schäfer, Arbeiter, Dienstboten hatten von ihrem Einkommen Steuern zu zahlen.
- Die Verbrauchssteuer: Sie war eine indirekte Steuer und konnte dadurch eine bedrückende Höhe erreichen. Wein, Bier, Essig, Heringe, Salz, auch Tran, Pfeifen, Spielkarten, Öl, Butter usw. wurden besteuert.
- Die Kriegssteuer: Diese wurde in der Regel nur auf Grundstücke entrichtet und kam im Bergischen Land erst im Dreißigjährigen Krieg auf, um ein stehendes Heer zu schaffen.

#### Zehnt – Zehntrecht
Eine altbergische Art der Besteuerung war der Zehnte. Er bestand darin, dass von allen landwirtschaftlichen Erzeugnissen der zehnte Teil abgegeben werden musste. Der große Zehnt wurde vom Getreide und Großvieh gegeben; der kleine Zehnt wurde für Gemüse, Krautgewächse und Obst sowie für geschlachtete landwirtschaftliche Kleintiere entrichtet.
Empfänger des Zehnten waren meist Adelige und Kirchen. Als Gegenleistung mussten sie die Pfarrkirche baulich unterhalten, „Zielhvieh“ (Zuchtvieh) halten, Karre, Pflug, Egge und Malze bereiten, eine Kies- und Lehmgrube hergeben – dies alles zur freien Benutzung derer, die den Zehnten zahlten.

#### Bergregal – Bergrecht im Herzogtum Berg – jülich-bergische Bergordnung
Spätestens im 13. Jahrhundert begannen die Grafen von Berg damit, einzelne Gruben, wie z. B. die Silbergrube auf dem ehemaligen Reichshof Eckenhagen, in ihren Besitz zu bringen. Kaiser Karl IV. (1347–1378) legte 1356 die Hoheitsrechte der Landesfürsten fest: Berg- und Salzregal, Zölle, Münzrecht u. a. Damit gehörte das Recht, die Schätze des Bodens zu heben, zu den Regalien des Landesherrn. In den bergischen Ämtern Steinbach, Porz mit Bensberg und Windeck gelangte der Bergbau um die Jahrhundertwende zum 16. Jahrhundert zu größerer Bedeutung, kam aber mit dem Dreißigjährigen Krieg fast völlig zum Erliegen.
Die Suche nach Bodenschätzen ist bis Anfang des 19. Jahrhunderts mehr von Privatleuten, weniger vom Staat erfolgt. Anlass zum Schürfen waren alte, bereits vor Jahrhunderten betriebene Stollen, die Beratung mit Leuten, denen die geologischen Bodenverhältnisse bekannt waren, oder man verließ sich auf sein Glück. Der Antrag auf Verleihung der Mutung wurde beim Bergmeister als dem Vertreter des Landesherrn und dem bergischen Berggericht eingebracht, der dem Muter dann den Mutschein ausstellte. In den nächsten zwei Wochen musste der Muter den „Gang entblößen“ und vom Bergmeister besichtigen lassen. Meist war der Schein auf ein halbes Jahr ausgestellt, für diese Zeit erhielt der Landesherr das Quatembergeld: für jede Fundgrube und Maß 10 Albus, für jede (Maschine-)Puch- und Waschstätte 20 Albus. Auf Antrag konnte die Mutzeit verlängert werden. Wurde die Grube vom Muter aufgegeben oder kam dieser den berggesetzlichen Verpflichtungen nicht nach, so stand die Grube wieder zur freien Verfügung des Landesherrn.
Der Mutung folgte auf Antrag die Belehnung nach Zustimmung und Prüfung des Berggerichts, nach vorheriger Besichtigung der betreffenden Grube und Abfassung eines Berichts einer Kommission der Berggeschworenen. Wurden keine Einwände erhoben, so wurde der Besitzer oder die Gewerkschaft nach Abmessung des Bezirks mit einer Fundgrube sowie einer bestimmten Anzahl von Maß belehnt und damit in das Gewerkenbuch als Lehnsträger des Bergwerks eingetragen.
Die Verpflichtung des Lehnsträgers dem Landesherrn gegenüber bestand in der Abgabe des Zehnten und der Quatember- oder Fristgelder. In den ersten drei Jahren genoss der Lehnsträger Zehntfreiheit, falls die Grube ohne Gewinn blieb. Die Höhe des Quatembergeldes für jede Fundgrube und jede Maß betrug 20 Albus und musste vierteljährlich entrichtet werden.

#### Münzrecht – bergische Münzen
Das ursprünglich ausschließlich königliche Münzrecht im Heiligen Römischen Reich weitete sich seit etwa 1062 auf geistliche und kurze Zeit später auf weltliche Fürsten aus. Adolf I. wird es unter Ausnutzung der politischen Situation dem Kölner Nachbarn gleichgetan und sich das Münzrecht angeeignet haben; möglich ist aber auch, dass er als Vogt von Werden und Siegburg das diesen Klöstern verliehene Münzrecht nutzte. Die Kölner haben die Ausgabe bergischen Geldes begrüßt, denn Adolf I. hat einen Pfennig schlagen lassen, der bis auf die Umschrift eine Nachbildung des Kölner Geldes darstellt, dafür aber vollhaltiger ausgeprägt, also wertvoller als das kölnische Geld war. Die Münze war aus Silber und wog etwa 1,4 gr.
Adolf II. hat einen 1,6 gr. schweren Pfennig schlagen lassen, der eine Nachbildung des Pfennigs des Kölner Erzbischofs Bruno II., seines Bruders, war und vielleicht vom gleichen Stempelschneider stammt. Auch Engelbert I. hat solche Kölner Pfennige nachgebildet, während von seinem Sohn Adolf III. keine Münzen bekannt sind.
Engelbert II. hat als Erzbischof von Köln Münzen schlagen lassen, als Graf von Berg sind von ihm keine bekannt geworden. Ebenfalls sind keine Münzen von Heinrich von Limburg bekannt.
In die Zeit Engelberts II. fällt die große Privilegienvergabe Kaiser Friedrichs II. am 26. April 1220, genannt Constitutio cum principiis ecclesiasticis, durch die die geistlichen Landesherren u. a. das Münzregal erhielten. 1232 erhielten auch die weltlichen Landesherren im Statutum in favorem principum das Münzrecht.
Adolf IV. schlug wieder Pfennige, die den Kölner Geprägen nachgebildet waren. Zwischen den Kölner Bürgern und dem Erzbischof kam es 1258 wegen der bergischen Münzen zum Streit. Die Münzen Adolfs IV. waren auf der Rückseite mit dem Namen des Erzbischofs Konrad von Hochstaden versehen. Die Münzstätte befand sich in „Wielberg“ (Wildberg). Dort lagen bergische Silbergruben, andere Münzstätten lagen in den Nachbarländern. Die Kölner Bürger verlangten nicht nur ein Verbot, sondern auch eine Zerstörung der Münzstätten, da unter den Münzen Sorten mit geringerer Qualität vorhanden waren. Zunächst verglich sich der Erzbischof mit den Kölner Bürgern im „Großen Schied“. Als im folgenden Jahr die Beschwerden nicht aufhörten, setzte er den gesamten Rat mit Ausnahme des Schöffen Bruno Crantz ab.
Graf Adolf V. erhielt von König Rudolf in einer Urkunde vom 26. März 1275 das Recht, die von alters her in „Welabergh“ (Wildberg) betriebene Münzstätte dauernd nach „Wippilvordia“ (Wipperfürth) zu verlegen, womit durch diese Urkunde das Münzrecht für die bergischen Grafen bestätigt wurde.
Adolf ließ in Wipperfürth Pfennige und Vierlinge (Viertelpfennige) schlagen, die die Umschrift „Comes de Monte“ oder „ADOLFUS COMES“ zeigen. Auf der Rückseite erscheint der Name der Münzstätte „WIPPERVORDE CIVITAS“ oder „MONETA WIPPERVERDE“. Diese Münzen sind keine Nachahmungen mehr.
Von seinem Nachfolger Wilhelm I. sind keine Münzen bekannt; er wird aber das neue Münzrecht durch Prägungen erhalten haben. Adolf VI. lässt eine Münze von 2½ Pfennigen prägen, sie trägt die Aufschrift „WIPPERWRDENS DENARI“. Eine weitere Münze, eine „Turnose“, nach 1326 geprägt, trägt die Umschrift „TURONUS CIVIS, TERRA DE MONTE, TURONIS DE MONTE, ADOLPUS COMES“. Im Jahr 1326 erhielt Adolf von König Ludwig dem Bayern das sog. Große Turnosenprivileg.

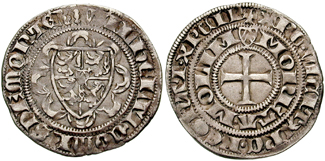
Graf Wilhelm II.: Turnose oder Weißpfennig, Münzprägeanstalt Mülheim am Rhein.

Die Münzstätte in Wipperfürth wird um 1350 eingestellt worden sein. Das letzte Stück scheint ein Doppelschilling Gerhards I. gewesen zu sein, das mit „Moneta (Münzstätte) Wipperfürth“ bezeichnet ist. In Köln-Mülheim war bereits eine neue Münzstätte entstanden. Margarete von Ravensberg-Berg (1360–1361) prägte „Sterlinge“ in Ratingen und bediente sich erstmals der deutschen Sprache in der Umschrift „VROWE VAN DEN BERG“.
Graf Wilhelm II. prägte in Ratingen, Mülheim am Rhein, Lennep und Gerresheim „Sterlinge“, „Witte“, „Denare“, „Turnosen“, „Weißpfennige“ und „Heller“. Ein „Gulden“, wahrscheinlich in Mülheim am Rhein geprägt, zeigt einen jülich-bergischen Schild mit der Schrift „WILHELM COMES DE MONTERA“ als Graf von Berg und Ravensberg. Weitere spätere bergische Prägungen sind „Weißpfennige“, „Gulden“, „Heller“, „Bauschen“, „Lübische“, „Albus“ und „Schillinge“.
Nach 1437 wurde von Gerhard II. eine Silbermünze von 1 Heller, Durchmesser 14 Millimeter, mit einem Gewicht von 0,2 gr. geschlagen. Der äußere Ring ist nicht flach, sondern als Hohlring gewölbt, vermutlich auf Leder geschlagen und sehr griffig. Die Mitte zeigt den gevierten Schild mit den Löwen von Jülich (eigentlich schwarz auf gold) und Berg (rot auf silber) und in der Mitte die Ravensberger Sparren.
Ab 1513 wurden „Guldengroschen“ als Silbermünzen mit einem Durchmesser von 43 bis 44 Millimetern und einem Gewicht von 30 gr. geprägt, die ab 1530 als Thaler bezeichnet werden. Der erste Thaler im Bergischen wird um 1540 geschlagen. 1636 ließ Wolfgang Wilhelm den ersten bergischen Dukaten prägen, die Gulden werden in dieser Zeit zu „Silberstücken“. Danach erschienen Münzen auch als Bruchteile, 1712 erschien 1/16 Gulden = 1/24 Thaler und 1/8 Gulden = 1/12 Thaler. 1718 wurde eine Silbermünze von 24 „Kreuzern“ = 32 „Fettmännchen“ geprägt und 1719 eine Silbermünze von 20 „Kreuzern“ = „26 Fettmännchen“. Im Jahre 1732 kam der „Karolin“ auf und 1736 der „Stüber“. Der „Konventionsthaler“ wurde im Bergischen Land zum ersten Mal 1765 geprägt. 1802 schlug Maximilian Joseph den ersten „Reichsthaler“.

### Ämter

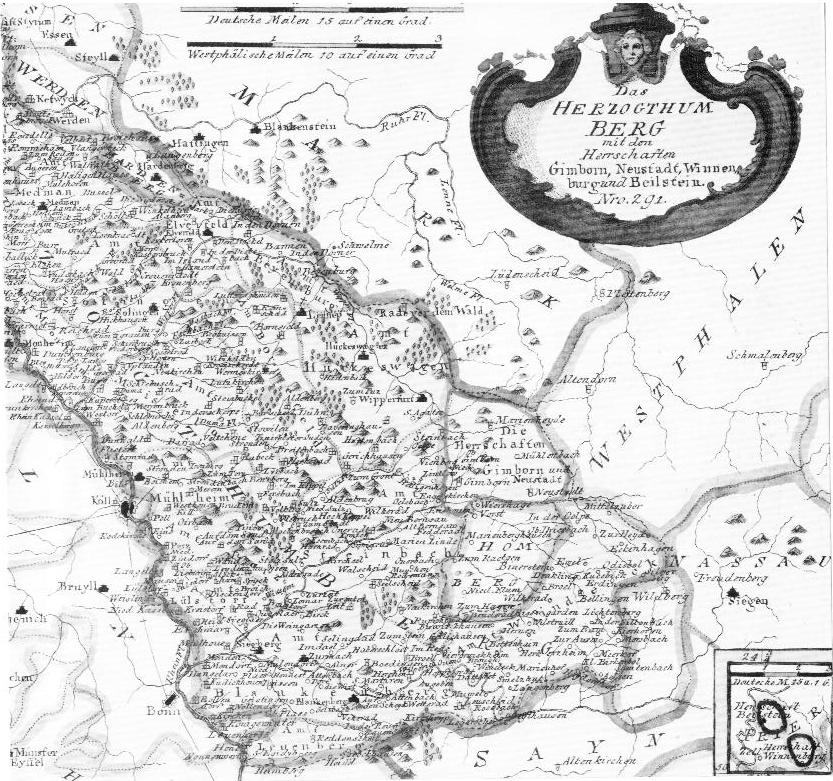
Lage der Ämter im Herzogtum Berg

Das Herzogtum war verwaltungsrechtlich in Ämter sowie mehrere Unterherrschaften eingeteilt. Durch Vergrößerung und Veränderung der Landesherrschaft veränderte sich die Anzahl der Ämter.
Der Prozess der Ämterbildung begann um die Mitte des 13. Jahrhunderts und ging vor dem 9. September 1363 zu Ende, als die bergischen Ämter in einer landesherrlichen Schuldverschreibung erstmals aufgelistet werden. Noch in Hebelisten aus dem ersten Drittel des 15. Jahrhunderts sind diese acht Ämter als die acht Hauptämter des Bergischen Landes allein berücksichtigt. Dies waren die Ämter Steinbach, Angermund, Mettmann, Solingen, Monheim, Miselohe, Bornefeld und Porz-Bensberg.
Eine 1715 von Erich Philipp Ploennies erstellte Kartierung lässt 16 Ämter erkennen. 1789 schließlich bestand das Herzogtum aus den Ämtern Angermund, Beyenburg, Blankenberg, Bornefeld-Hückeswagen, Elberfeld, Herrschaft Broich, Herrschaft Hardenberg, Löwenburg, Amt (Unteramt) Lülsdorf, Mettmann, Miselohe, Monheim, Porz, Solingen, Steinbach und Windeck.

### Städte und Freiheiten
Der Name Freiheit ist schon im 14. Jahrhundert gebräuchlich; er wurde niemals einem offenen Ort verliehen. Wesensmerkmale sind Befestigung und Abgabenfreiheit.
Städte wurden entweder aus besonderer Gunst oder Freundschaft vom Landesherrn mit Sonderrechten ausgestattet, verbunden mit der Befreiung von Abgaben. Darüber wurde vom Landesherrn eine Urkunde ausgestellt, in der die Privilegien genau bestimmt waren und damit bestätigt wurden. Hiermit konnten für die Bürger auch Pflichten verbunden sein, die der Landesherr urkundlich festlegte. Dadurch entstand für viele bergische Städte gleichzeitig der Name Freiheit, der heute noch in vielen Straßennamen vorkommt.
Als Beispiel für den rechtlichen Begriff Freiheit seien hier die Sonderrechte der Freiheit Mülheim aufgeführt. Graf Adolf VI. gewährte 1322 Mülheim am Rhein die Freiheit von allen Abgaben sowie von allen Diensten, außerdem das Recht, einen Schöffen an das Obergericht zu stellen. Auch erhielt Mülheim das Recht, ein eigenes Gericht zu unterhalten, wo man über Güter, Marktsachen, Brot, Wein, Verträge, Testamente, Wechsel des Grundeigentums verhandelte. Der Graf verlieh der Freiheit Mülheim die Bevorzugung und Freiheit, dass niemand deren Güter und Personen antasten durfte (Immunität).

„… Ferner gestatten wir und lassen der Stadt Molenheym unsere besondere Gunst darin angedeihen, dass weder wir noch einer unserer Beamten und Dienstleute der Bürgerschaft Pferde, Wagen oder Karren zu irgend einer Fahrt oder zu unserem Gebrauche nehmen oder nehmen lassen soll, es sei denn, dass wir solches auf unsere Bitte bewilligt erhalten …“

Diese Freiheiten konnten auf Bitte der Bürger vom Landesherrn erneuert, bestätigt oder auf andere Rechte erweitert werden. Mülheim erhielt zwischen 1322 und 1730 zwölfmal eine fürstliche Bestätigung seiner Sonderrechte, 1652 das Marktrecht für drei Märkte, 1714 Handelsrechte für Gewerbetreibende. Somit trugen die Sonderrechte (Freiheiten) zum Wohle der Bürger, zur Vergrößerung und Stärkung der Städte und damit letztlich auch zum Vorteil der Landesherrschaft bei.
Städte nahmen in der Grafschaft Berg bzw. im späteren Herzogtum eine Sonderstellung ein. Düsseldorf, Lennep, Ratingen und Wipperfürth waren im bergischen Landtag vertreten und galten als Hauptstädte, Radevormwald, Solingen, Gerresheim, und Blankenberg, Elberfeld und Siegburg mit Stadtrecht. Die Freiheiten waren Bensberg, Mülheim am Rhein, Wesseling, Gräfrath, Mettmann und Hückeswagen sowie Angermund und Monheim.
Zum Herzogtum Berg gehörten neben den Ämtern die „amtsfreien“ Städte und Freiheiten Barmen, Beyenburg, Blankenberg, Burg an der Wupper, Düsseldorf, Elberfeld, Gerresheim, Gräfrath, Hückeswagen, Lennep, Mettmann, Monheim, Mülheim am Rhein, Mülheim an der Ruhr, Radevormwald, Ratingen, Siegburg, Solingen, Wesseling und Wipperfürth.

#### Stadtrechtsverleihungen durch die Bergischen Grafen und Herzöge bis 1806
- Wipperfürth (wohl 1217, bestätigt 1222)
- Lennep (1230)
- Ratingen (11. Dezember 1276)
- Düsseldorf (14. August 1288)
- Radevormwald (zwischen 1309 und 1316)
- Mülheim am Rhein (1322)
- Solingen (1374)
- Mettmann (1424)
- Elberfeld (1610)
- Ronsdorf (1745)

#### Städte mit Stadtrechtsverleihung vor dem Erwerb durch Berg
- Blankenberg (1245)
- Bergneustadt (13. Mai 1301). Bereits 1273 von Berg an Mark verpfändet, seit 1301 märkische Stadt.
- Siegburg (vor 1182)

#### Honnschaften
Die unterste kommunale Verwaltungseinheit waren im Herzogtum Berg die Honnschaften.

### Adel – bergischer Adel
In den Territorialherrschaften nahm der Adel eine Sonderstellung ein. Dem geographischen Raum selbst entstammend, zählten seine Angehörigen anfänglich zum Dienstadel und standen in Lehnsabhängigkeit vom Landesherrn oder auch von anderen Fürsten. Sie spielten bald in der höheren Verwaltung der Territorien eine wichtige Rolle, genossen Abgabenfreiheit, ein eigenes Gericht und waren in Landständen vertreten. Als Wohnsitze hatte der Bergische Adel meist befestigte Rittersitze, die in vielen Teilen des Landes noch nachzuweisen sind und auch als Adelssitz bezeichnet werden.

## Liste der Herrscher von Berg

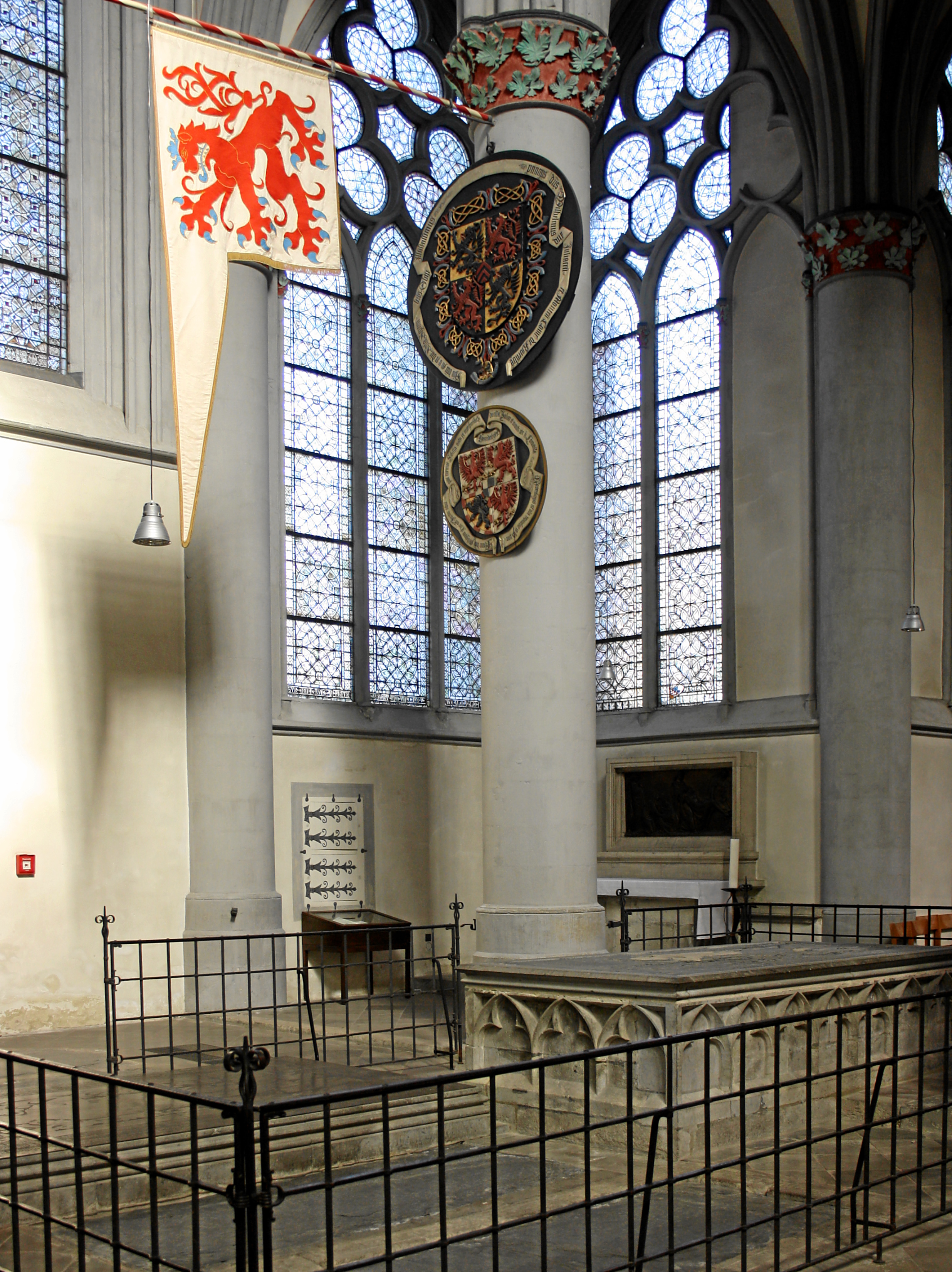
Herzogenchor im Altenberger Dom mit Gräbern des Hauses Berg

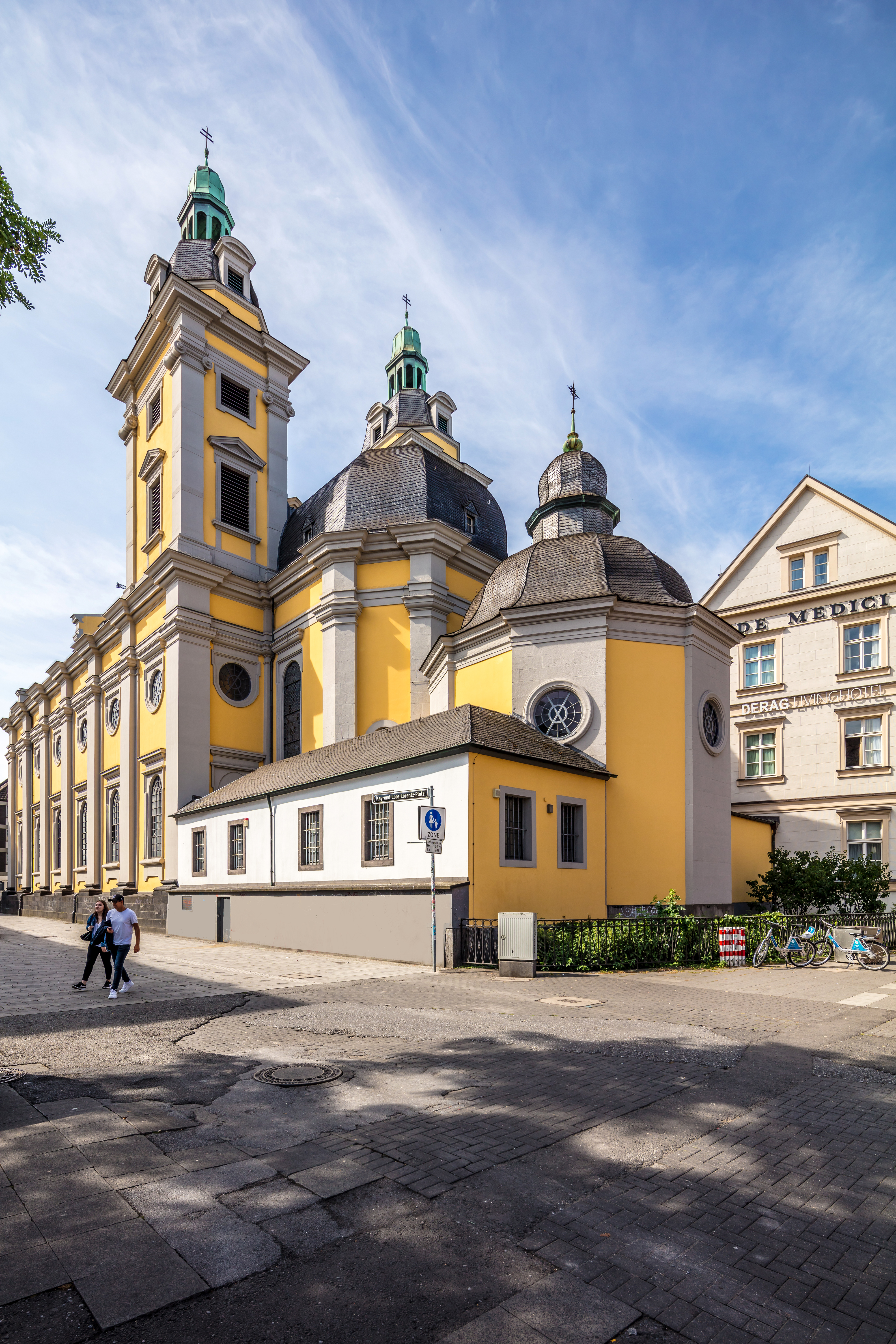
St. Andreas in Düsseldorf, bergische Hofkirche und Mausoleum des Hauses Wittelsbach

### Grafen
Haus Berg
- Adolf I. (bis 1106)
- Adolf II. (1106–1160)
- Engelbert I. (1161–1189)
- Adolf III. (1189–1218)
- Engelbert II. (1218–1225)

Haus Limburg
- Heinrich IV. (1225–1246)
- Adolf IV. (1246–1259)
- Adolf V. (1259–1296)
- Wilhelm I. (1296–1308)
- Adolf VI. (1308–1348)

Haus Jülich-Heimbach
- Gerhard (1348–1360), auch Graf von Ravensberg
- Wilhelm II. (1360–1408), ab 1380 Herzog, 1360–1395 auch Graf von Ravensberg

### Herzöge
Haus Jülich-Heimbach
- Wilhelm II. (1380–1408)
- Adolf VII. (1408–1437), seit 1423 auch Herzog von Jülich
- Gerhard (1437–1475), auch Herzog von Jülich und Graf von Ravensberg
- Wilhelm III. (1475–1511), auch Herzog von Jülich und Graf von Ravensberg

Haus Mark
- Johann der Friedfertige (1511–1539), auch Herzog von Jülich und Graf von Ravensberg, seit 1521 auch Herzog von Kleve und Graf von der Mark
- Wilhelm V. der Reiche (1539–1592), auch Herzog von Jülich und Kleve, Graf von Ravensberg und von der Mark
- Johann Wilhelm I. (1592–1609), auch Herzog von Jülich und Kleve, Graf von Ravensberg und von der Mark

Haus Wittelsbach (Linie Pfalz-Neuburg)
- Wolfgang Wilhelm (1614–1653), auch Herzog von Jülich und Pfalz-Neuburg
- Philipp Wilhelm (1653–1679), auch Herzog von Jülich und Pfalz-Neuburg
- Johann Wilhelm II. (1679–1716), auch Herzog von Jülich, seit 1690 auch Kurfürst von der Pfalz und Herzog von Pfalz-Neuburg
- Karl Philipp (1716–1742), auch Kurfürst von der Pfalz und Herzog von Pfalz-Neuburg

Haus Wittelsbach (Linie Pfalz-Sulzbach)
- Karl Theodor (1742–1799), auch Kurfürst von der Pfalz und Herzog von Pfalz-Neuburg, seit 1777 Kurfürst zu Pfalzbayern

Haus Wittelsbach (Linie Pfalz-Birkenfeld-Bischweiler)
- Maximilian Joseph (1799–1806), auch Kurfürst zu Pfalzbayern; letzter regierender Herzog von Berg